# Kínai buddhizmus
A kínai buddhizmus (han kínai buddhizmus) rendkívül előkelő és jelentős szerepet játszott a buddhizmus története során, elsősorban Kelet-Ázsiában. A mintegy kétezer év alatt a buddhista ideák és gyakorlatok sokféleképpen formálták a kínai kultúrát, köztük a művészetet, a politikát, az irodalmat, a filozófiát, az orvoslást és a tárgyi kultúrát. Különböző elméletek léteznek a buddhizmus megjelenésének időpontjáról és érkezésének mikéntjéről. Annyi ismeretes, hogy Kína hagyományos uralkodó politikai-vallási rendszere a konfucianizmus volt, központjában az uralkodóval, aki égi mandátumot (tienming (tianming) 天命) birtokolva kormányzott. A nagy konfuciánus uralkodók bukása mellett a vallási taoizmus mozgalma is segítette az idegen földről érkező buddhizmus kínai elterjedését, amely felszínes összehasonlításban emlékeztetett a buddhista filozófiára.
A buddhizmus legelőször az első században érkezett Kínába a Han-dinasztia idején, indiai hittérítőkön keresztül. Onnantól kezdve a buddhizmus jelentős szerepet játszott a kínai történelemben egészen a modern korig. Hatalmas mennyiségű indiai buddhista szöveget fordítottak le kínai nyelvre, amelyeket később kiegészítettek olyan szövegekkel, amelyek már Kínában íródtak. Így jött létre a nyomtatott kínai buddhista kánon, amely nagy hatással volt az egész kelet-ázsiai kulturális légkörre, többek között Korea, Japán, a Rjúkjú-szigetek és Vietnám területén. Az India és Nepál területéről származó vallás, filozófia és tudomány hozzájárult a kínai irodalom és a kínai nyelv fejlődéséhez egyaránt. A kínai buddhisták számát rendkívül nehéz megbecsülni. Az amerikai PEW kutatóközpont szerint a lakosság több mint 18%-a tekinthető buddhistának (2015). Az egymásnak ellentmondó adatok ellenére világosan látszik, hogy az enyhülő politikai légkör kedvez a spiritualitás újbóli megjelenésének. Az országban ma már újból több mint 28 000 buddhista kolostor és 16 000 templom működik, amelyekben a szerzetesek és apácák száma megközelíti a negyedmilliót.

## Története

A buddhizmus terjedése a 6. századtól kezdve az észak-indiai szülőhazából (sötét narancssárga) a buddhista birodalmakig (narancssárga) és a buddhizmus elterjedésének történelmi területei (sárga). Mahájána (vörös nyíl), théraváda (zöld nyíl) és tantrikus vadzsrajána (kék nyíl)

Kínában a buddhizmus kezdetben évszázadokon át nehezen lépett ki a taoizmus árnyékából. A kínaiak szemében Buddha személye hasonlatos volt a taoista istenségekhez, ezért a buddhista hitet a taoista hit részeként fogadták el. Valószínűleg emiatt nem említik meg külön a dinasztikus történelmi munkák a buddhizmust. A két vallás azonosításához több tényező is hozzájárult. Mindkettő tartózkodott az állatáldozat bemutatástól szertartásaikban, mindkettőnél hangsúlyos volt a koncentráció és a meditáció, valamint egymáshoz hasonlóan kerülték bizonyos ételek fogyasztását. A buddhisták az újraszületések végtelen körforgását hirdették (szanszára), a taoisták pedig a Nagy Tisztaság égi birodalmában történő halhatatlanság elérésében hittek. A buddhizmus számára előnyt jelentettek a két filozófia közötti felszínes hasonlóságok, ugyanis a kínaiak alapvetően kétkedően és ellenségesen tekintettek minden külföldről érkező dologra.

### Han-dinasztia (i. e. 206 – i. sz. 220)

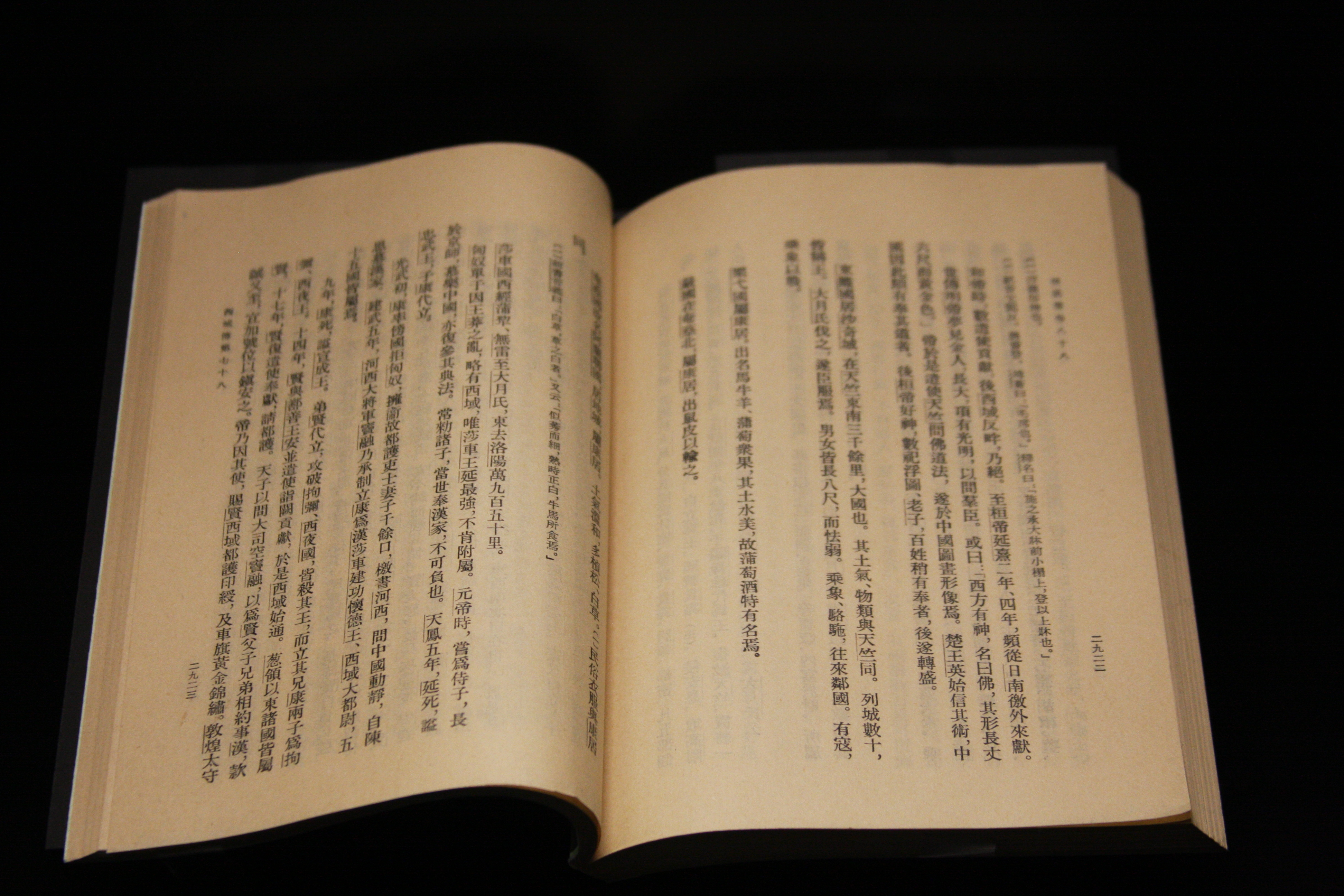
A késő Han-dinasztia korából származó szöveg másolata, amely a buddhizmus kínai megérkezését beszéli el, i. sz. 66 – Östasiatiska Museet, Stockholm

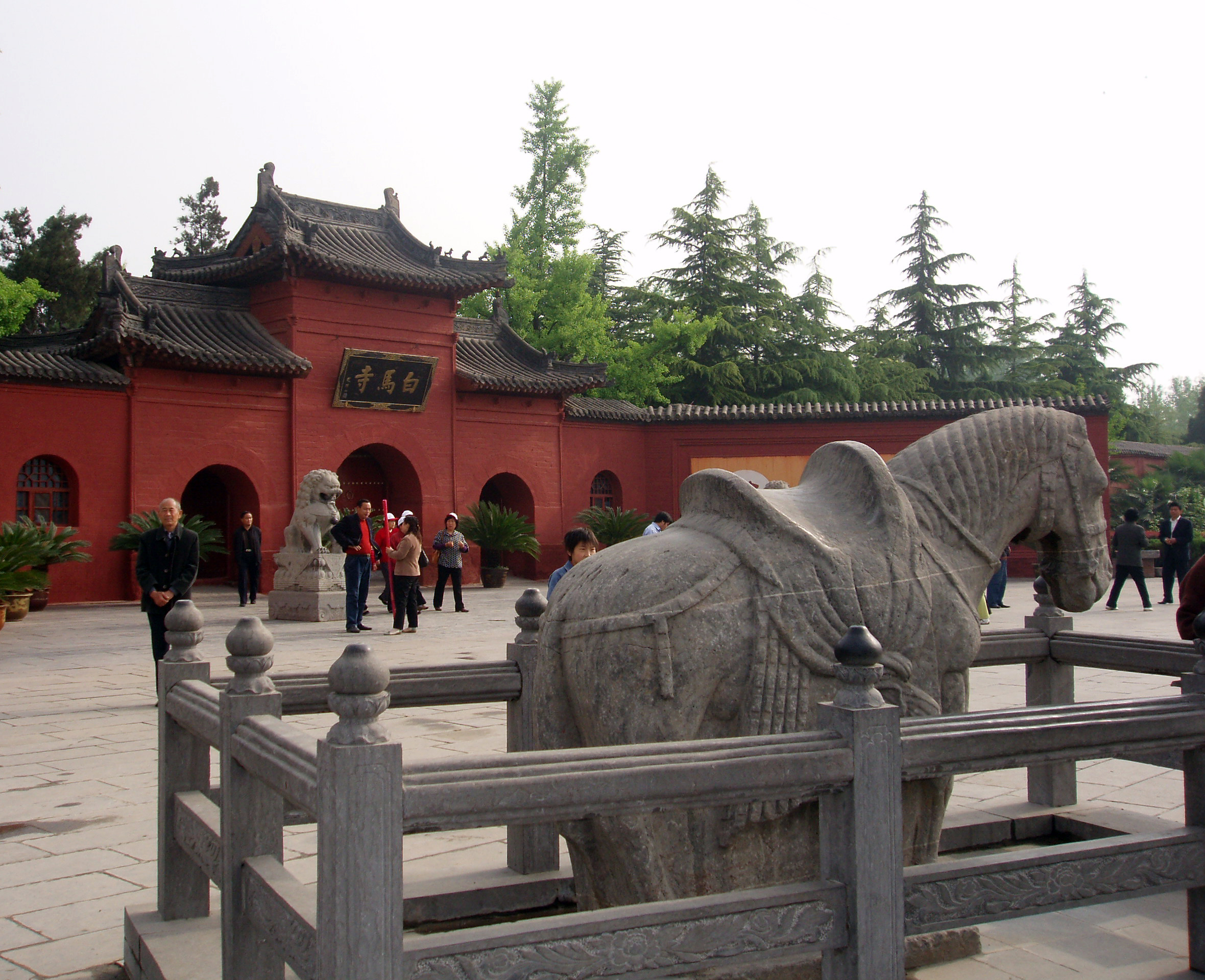
A Fehér Ló-templom, amelyet hagyományosan a kínai buddhizmus legelső templomának tartanak.

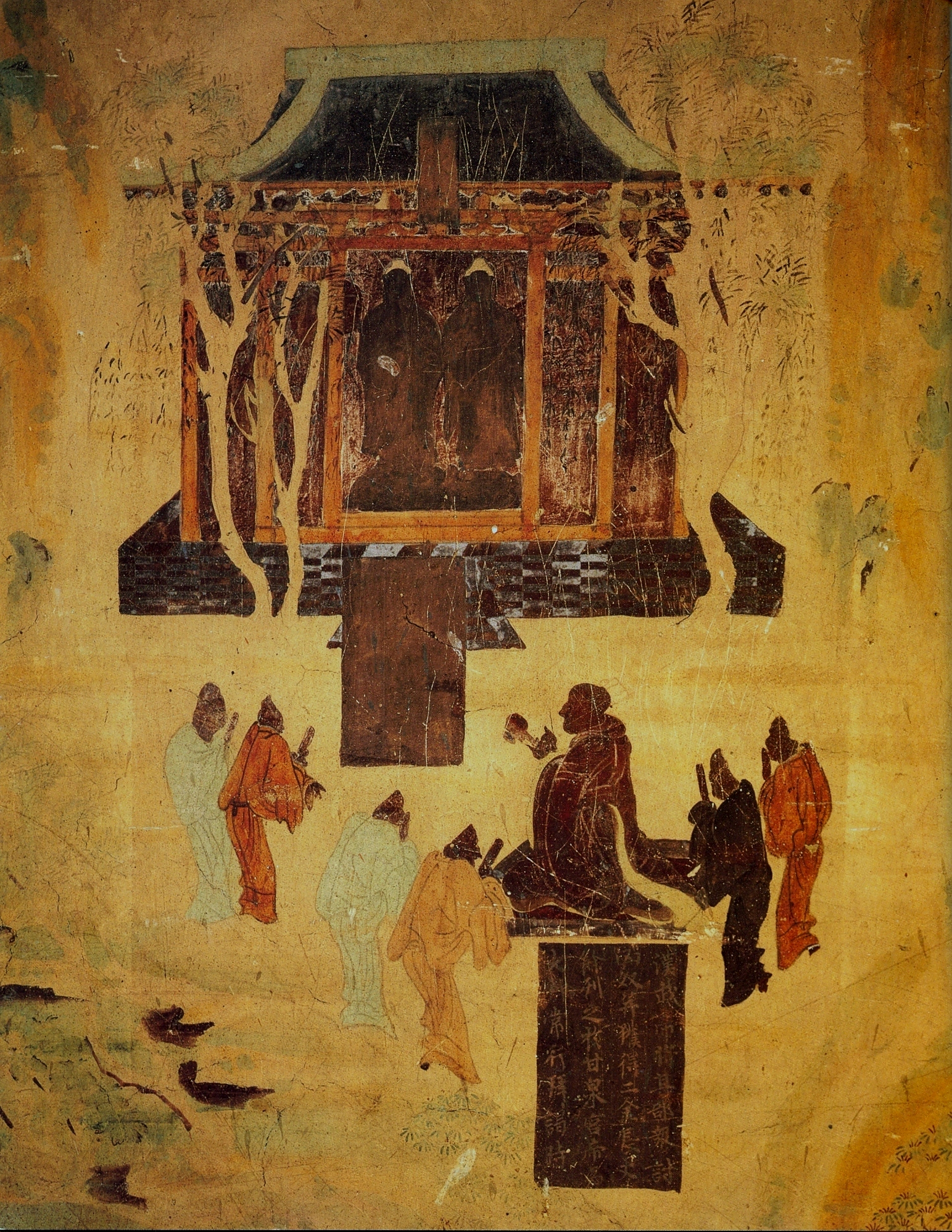
Mokao-barlangok: a 8. századi freskón Han Vu-ti (Han Wudi) császár buddha szobrok előtt fejezi ki tiszteletét.

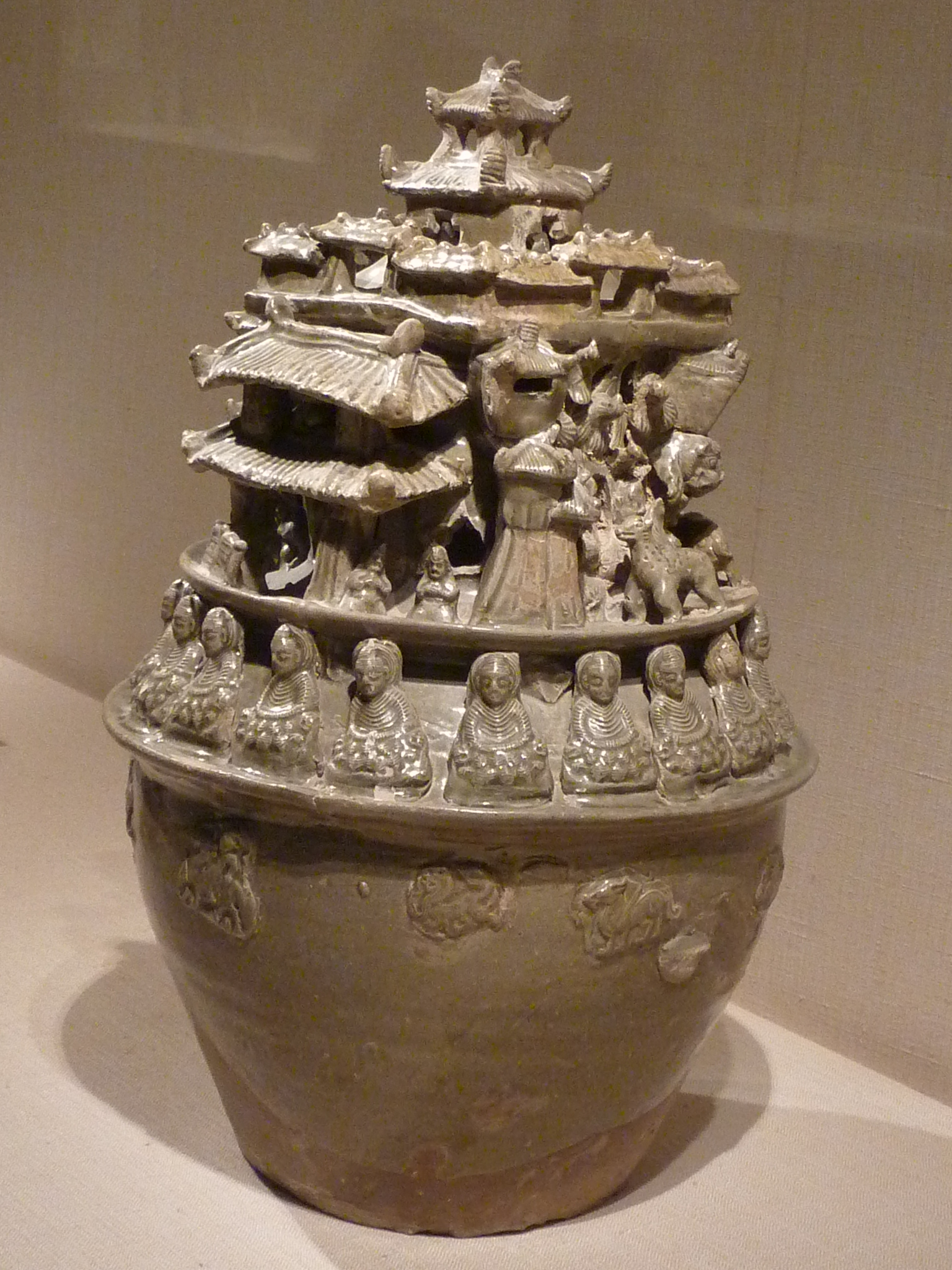
Temetkezési urna 250-300 környékéből, amelyet egy sor lótusz trónon ülő buddha díszít.

Tudósok generációkon keresztül vitatkoztak azon, hogy a buddhista hittérítők a Han-kori Kínát legelőször tengeri vagy szárazföldi úton (a selyemúton) érték-e el. A tengeri út elmélete szerint (például Liang Csi-csao (Liang Qichao) (梁啟超; 1873–1929) vagy Paul Pelliot) a buddhizmust legelőször Kína déli részén gyakorolták, a Jangce és a Huaj (Huai)-folyó régiójában, ahol Liu Jing (Liu Ying) (劉英) herceg (a mai Csiangszu) i. sz. 65-ben egyszerre hódolt a Sárga Császár, Lao-ce (Laozi) és Gautama Buddha előtt. A szárazföldi elmélet szerint (Tang Jung-tung (Tang Yongtong)) a buddhizmus Kína nyugati részéről, a han fővárosból, Lojang (Luoyang)ból (a mai Honan (Henan)) terjedt keletre a kusánok területén keresztül. A han császár alapította meg 68-ban a Fehér Ló-templomot. Zsung Hszin-csiang (Rong Xinjiang) a pekingi egyetem történelem professzora az új multidiszciplináris felfedezések és kutatások alapján (például a gandhárai buddhista szövegek elemzésével) a következőket mondta:
|  | „Hiányoznak a meggyőző és alátámasztó bizonyítékok ahhoz a nézethez, miszerint a buddhizmus tengeri úton jutott volna el Kínába. Ráadásul az érvek sem elég szilárdak. A rendelkezésre álló történelmi szövegek és az 1980-as évek óta felfedezett régészeti, ikonográfiai anyagok alapján, elsősorban a nemrégiben Afganisztánban megtalált első századi buddhista kéziratok alapján, a legvalószínűbb az az elmélet, amely szerint a buddhizmus Észak-India felől érkezett Kínába szárazföldi úton. Kína területén a buddhizmus összeolvadt a korai taoizmussal és a kínai hagyományos ezoterikus művészetekkel.” |
|  | |

 A történelmi források bizonysága szerint a Han-korban három központja volt a buddhizmusnak: Pengcseng (Pengcheng) (ma Szucsou), Lojang (Luoyang) és Tonkin (ma Vietnám része). Pengcseng (Pengcheng)ben hatalmas buddhista templomot építettek, amely mellett felállítottak egy háromezer ember befogadására alkalmas építményt is. Lojang (Luoyang)ban a császári palotában oltárt emeltek Buddha tiszteletére. A régi kínai irodalom népi elbeszélései a buddhizmus kínai elterjedéséről népszerű legendákat hoztak létre. Ezek közül a legnépszerűbb történetben Ming-ti császár (i. sz. 58–75) kiemelkedően járult hozzá a buddhista tanítások terjesztésében. A legelső feljegyzések (3-5. század) a Mou-ce li-huo-lun (Mouzi lihuolun) (牟子理惑論) című buddhista szövegben találhatók:
|  | „Réges-rég Ming császár álmában látott egy istent, akinek a teste fénylően sugárzott és a palotája előtt repdesett. Ez az álom rendkívül fellelkesítette. A következő napon megkérdezte hivatalnokaitól: „Melyik isten ez?” Fu Ji (Fu Yi) tudós a következőt felelte: „Azt hallottuk, hogy Indiában egy ember, akit Buddhának neveznek, elérte a tao szintet; képes repülni az égen, a teste napfényként ragyog. Csak ez lehet az az isten”.” |
|  | |

 A császár ezután követeket küldött Dél-Indiába, hogy Buddha tanításai felől érdeklődjenek. A Kínába ilyen módon eljutó buddhista szövegekről úgy tartják, hogy egy fehér ló hátán érkeztek. Erről kapta a nevét később a Fehér Ló-templom. A legenda szerint a küldöttek két indiai szerzetessel, Dharmaraksa és Kásjapa Mátanga, és a Szútra negyvenkét fejezetben (szi-si-er csang csing (Sishier zhang jing) 四十二章經) című művel tértek vissza. A történet azonban ellentmondásokba ütközik és a források sem egyeznek meg a küldöttség indításának és visszatérésének időpontjában.
Annak ellenére, hogy a Tunhuang (Dunhuang) melletti Mokao-barlangokban található falfestmények közül az egyik 8. századi freskó Han Vu-ti (Han Wudi) császárt (i. e. 141–87 körül) ábrázolja, amint egy arany ember szobrai előtt mutat be áldozatot („egy nomád népek elleni hadjárat után egy han hadvezér arany szobrokkal tért vissza az i. e. 121-ben”), sem A történetíró feljegyzései, sem a Han su (Han shu) nem említi az arany buddhista szobrokat. A különböző indiai nyelvekről kínai nyelvre lefordított buddhista kéziratok legelső dokumentált fordításai 148-ból valók, amikor An Si-kao (An Shigao) (安世高) ellátogatott Kínába. A pártus hercegből lett szerzetes közbenjárásával buddhista templomok épültek Lojang (Luoyang) városban és buddhista szövegeket fordítottak kínaira. Ez bizonyítja a Közép-Ázsiából érkező buddhista hittérítő hullámot, amely évszázadokig tartott. An Si-kao (An Shigao) a húsz évig tartó kínai tartózkodása során az alapvető tanításokról, a meditációról és az Abhidharmáról fordított szövegeket. A korábbi katalógusok harmincöt, a későbbiek már kilencven művet tulajdonítanak neki. Az An Si-kao (An Shigao) segítőjeként dolgozó An Hszüan (An Xuan) (安玄) egy a bódhiszattva ösvénnyel kapcsolatos korai mahájána buddhista szöveget fordított le kínaira.
Kínában a mahájána buddhizmus tanításait legelőször a szkíta származású Lókakséma (Cse-lo-csia-csen (Zhiloujiachen) 支婁迦讖) terjesztette, aki az ősi buddhista királyságból, Gandhárából érkezett. Lókakséma fontos mahájána szútrákat fordított le, mint például az Astaszáhaszriká Pradnyápáramitá-szútra, illetve ma ritkának számító, korai szövegeket is átültetett kínai nyelvre a szamádhival és az Aksobhja Buddhán való vizualizációs meditációval kapcsolatban. A tőle származó fordítások sokat árulnak el a mahájána buddhizmus korai időszakáról. Ezek a szövegek gyakran fektetnek nagy hangsúlyt aszkéta gyakorlatokra, az erdei életre és a meditációs elmélyedés állapotainak elsajátítására:
|  | „Paul Harrison megvizsgált néhány szöveget, amelyek vitathatatlanul a legkorábbi mahájána szútrák közül valók. Ezeket a második század második felében fordította az indo-szkíta származású Lókakséma. Harrison kiemeli a Lókakséma által fordított szútrák, aszkéta gyakorlatok, az erdei élet és a meditációs állapotok („szamádhi”) iránti lelkesedését. Úgy tűnik, hogy a meditáció és a meditációs állapotok központi jelentőségűek voltak a korai mahájána buddhizmusban, bizonyára a spirituális hatékonyságuk miatt, valamint amiatt, mert ezeken keresztül hozzáférhettek bizonyos friss kinyilatkoztatásokhoz és inspirációkhoz.” |
|  | |

Az általánosan elfogadott nézet szerint a 4. századig a kínai emberek nem álltak be szerzetesnek (bhikkhu), többek között azért sem, mert a császárok csak a külföldieknek engedték meg, hogy templomokat építsenek és csatlakozzanak a szerzetesrendhez. A kínaiak szemében Buddha nem sokban különbözött a taoista istenektől és a buddhista hitet a taoista hit részeként fogták fel. Valószínűleg ezért nem említik meg a dinasztikus történelmi munkák sem a buddhizmust külön. Több okból is azonosították a két vallást. Amellett, hogy a külső hasonlóságok elrejtették a tanítások különbözőségét, mindkettőben kerülték az állatáldozatot, fontosnak tartották a koncentrációt és a meditációt, a légző gyakorlatokat, és korlátokat szabtak bizonyos ételek fogyasztásának is. A buddhisták a szanszárában történő folytonos újjászületést hirdették, a taoisták úgy hitték, hogy a Keleti Tengerben rejtőzik a halhatatlanok földje, s a Nagy Tisztaság égi birodalmában remélték elérni a halhatatlanságot. Ezek a hasonlóságok természetesen előnyösek voltak a buddhizmus számára, ugyanis tanításai könnyebben találtak nyitott fülekre a kínaiak között. Ez fontos tényező akkor, ha figyelembe vesszük, hogy a kínaiak előítélettel viseltettek bármiféle „barbár” dologgal szemben. A kínai buddhizmus korai időszakában az indiai korai buddhista iskolákat tekintették fontosnak és ezeknek a szövegeit tanulmányozták. Ezek közé az iskolák közé tartozott a dharmaguptaka, a mahísászaka, a kásjapíja, a szarvásztiváda és a mahászánghika. A dharmaguptaka hívei mindegyik más szektánál több erőfeszítést tett, hogy a buddhizmust Indián kívülre is eljuttassa. Így jutott el a buddhizmus Iránba, Közép-Ázsiába és Kínába. Emiatt azokban az országokban, ahol Kínától vették át a buddhizmust, szintén a dharmaguptaka vinaját és szerzetesi örökösödési vonalat (bhikkhuk és bhikkhunik) vették át. A.K. Warder professzor szerint ezekben a kelet-ázsiai országokban úgy tekinthetjük, hogy valamelyest a dharmaguptaka szekta maradt fent a jelenkorig. Továbbá Warder kifejti azt is, hogy a korai időszakban a dharmaguptaka alapozta meg a buddhizmust Kínában:
|  | „Legelőször a dharmaguptaka szerzetesek alapítottak létesítményeket Közép-Ázsiában. Úgy tűnik, hogy hatalmas körutazásokat tettek a kereskedelmi útvonalakon Aparánta régiótól Iránba, valamint Oddijána (a Szuvasztu-völgy, Gandhárától északra) területére. Miután egészen a Pártus Birodalomig eljutottak, követték a selyemutat - Ázsia kelet-nyugati tengelyét - keleti irányba Közép-Ázsián át Kínába, ahol sikeresen megalapították a buddhizmust a 2-3. század környékén. Minden bizonnyal a mahísászaka és a kásjapíja iskolák őket követték Ázsián át Kínába. [...] A kínai buddhizmus korábbi időszakában a dharmaguptaka volt a legbefolyásosabb iskola és később is ennek az iskolának a fegyelmi szabályzata (vinaja) maradt érvényben.” |
|  | |

### Hat dinasztia (220–589)

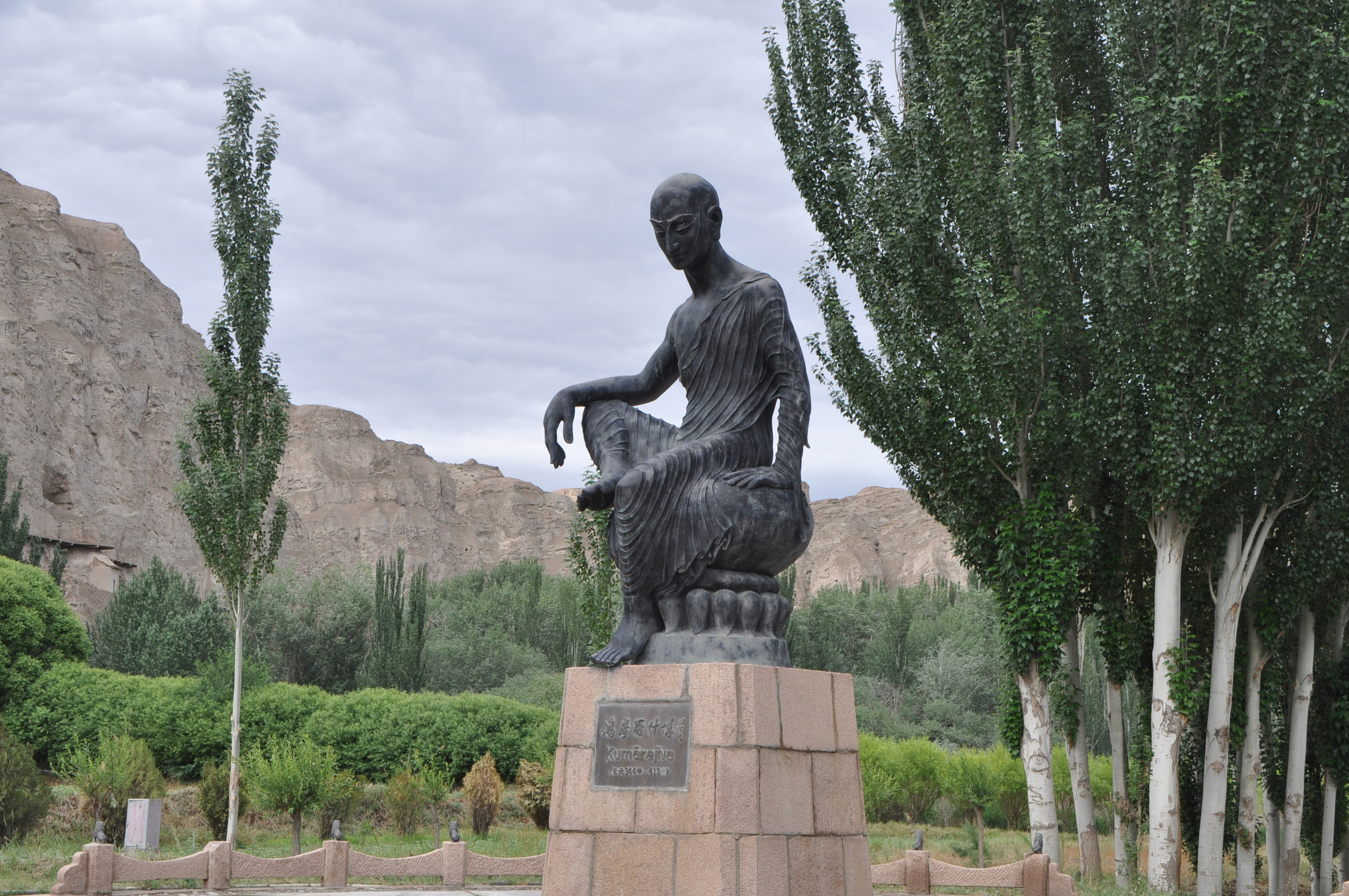
Kumáradzsíva szobra a Kizil-barlangok előtt a Hszincsiang-Ujgur Autonóm Területen.

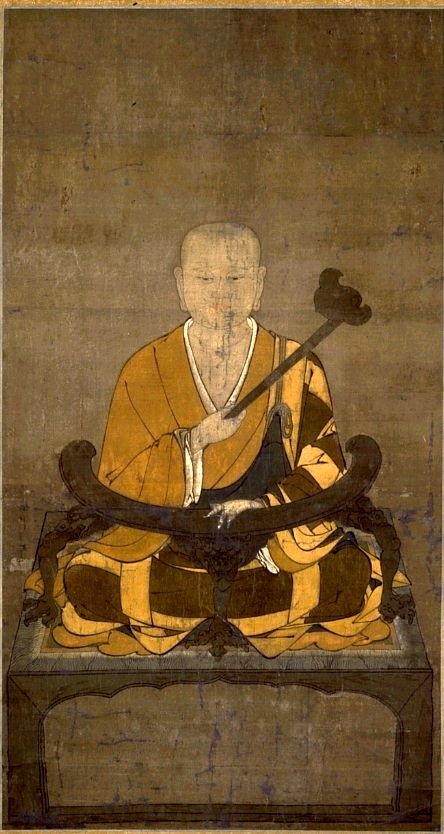
Cse-ji ősi festménye

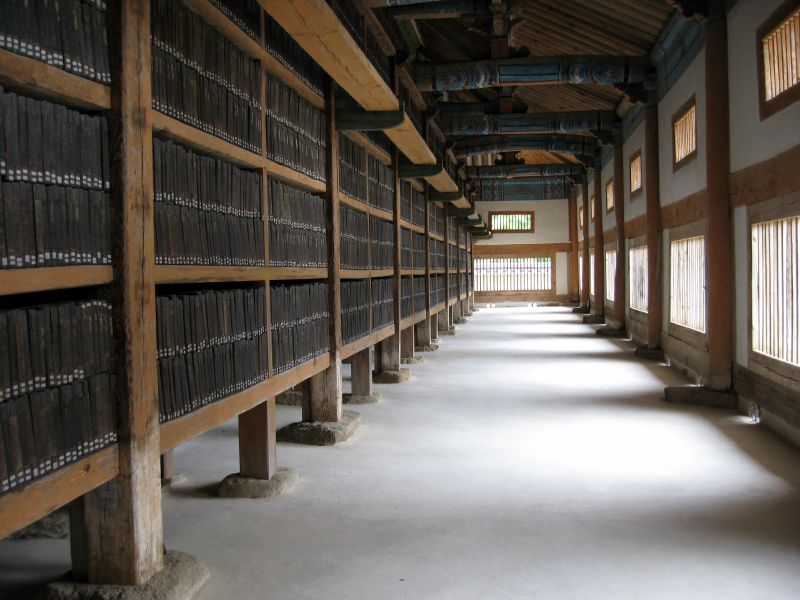
A Tripitaka Koreana, a kínai buddhista kánon egyik kiadása, amelyet több mint 81,000 fatáblára nyomtattak.

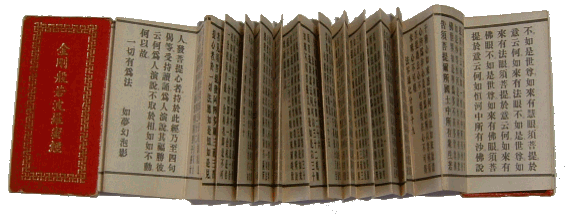
A Gyémánt szútra egy kínai nyelvű zsebkönyve. A 20. század elején Stein Aurél a tunhuangi kéziratok között találta meg a Gyémánt szútra kínai nyelvű verzióját, amelyen a 868. május 11-ei dátum szerepelt. A British Library szerint „ez számít a legkorábbi dátummal ellátott, teljességében fennmaradt nyomtatott könyvnek”.

Kezdetben több nehézséggel kellett megküzdenie a buddhizmusnak Kínában. Úgy tűnt, hogy a szerzetesség koncepciója és a közösségi élettől való elfordulás ellentmond a kínai társadalomban kialakult régi normáknak és szokásoknak. Voltak olyan vélemények, hogy a buddhizmus ártalmas lehet a kormányzásra, a buddhista kolostorok semennyit nem járulnak hozzá a kínai gazdaság fejlődéséhez, vagy, hogy a buddhizmus barbár és érdemtelen a kínai kulturális hagyományokhoz. Ugyanakkor a buddhizmust gyakran társították a taoizmus aszkéta meditációs hagyományaihoz. Emiatt egy koncepciópárosításos módszert használtak a korai indiai fordítók, hogy a taoista világnézethez és a terminológiához párosítsák a meglévő buddhista ideákat. A buddhizmus tetszett a kínai értelmiségnek és az elitnek, mert az remek alternatívát nyújtott a konfuciánusok és a taoisták számára. Az előbbiek azonosulni tudtak a buddhizmus erkölcsével és szertartásaival, az utóbbiak a belső bölcsesség gyakorlatával. Így jött létre a „dzsentri buddhizmus”, amely támogatást kapott a császártól és a nemességtől. Az 5. századra Kína déli részében is megalapították a buddhista iskolákat. Ezalatt az indiai szerzetesek továbbra is terjesztették a buddhizmust a selyemút mentén. A fordításokat is ekkor még főleg külföldiek végezték, nem kínaiak.
311-ben a hunok elfoglalták Lojang (Luoyang)ot, majd 316-ban Csangan (Chang'an)t is, így a kínaiak mintegy háromszáz évre elvesztették az ellenőrzést Kína északi része felett. A szerzetesek többsége délre menekült Csiankang (Jiankang)ba (建康 – ma: Nanking közelében). Délen a buddhista egyház ekkor nagyfokú önállóságot élvezett, mivel a központi kormányzás gyenge lábon állt. A szerzeteseknek például nem kellett leborulniuk az uralkodó előtt. Nagy fordulópont volt ez a kínai buddhizmus történetében, ugyanis a 4. század elején a kínai írástudók is érdeklődést kezdtek mutatni a buddhizmus iránt. Ez összefüggésbe hozható a pradnyá irodalom elterjedésével. Északon ezzel szemben a buddhizmus sokkal inkább állami ellenőrzés alatt állt, időnként gyakorlatilag államvallásként működött, és a legnagyobb rangú szerzetesek olykor politikai és katonai tanácsokkal látták el az uralkodót.
Kumáradzsíva szerzetes a Kucsa királyság területén tett kínai hadjárat során esett fogságba és évekre börtönbe kényszerült. 401-ben engedték el és a kínai buddhizmusban egyből magas rangot kapott. Hatalmas mesterként tisztelték, aki nyugatról érkezett. Jao Hszing (Yao Xing) császár kiváltképpen nagyra tartotta Kumáradzsívát, akinek elismerő címet adományozott és istenként kezelte. Kumáradzsíva magas színvonalú fordításaival megreformálta a kínai buddhizmust (402-től 413-ig). A mai napig elismerik a szövegek gördülékeny olvashatóságát, irodalmi értékeit és tiszta jelentéseit. Kumáradzsíva erőfeszítéseinek köszönhetően ezután már nem csak a gyakorlati módszerei miatt ismerték el a kínai buddhizmust, hanem a filozófiája és vallása miatt is. Kumáradzsíva magas mércét állított fel a buddhista szövegek fordításainál is, amely után már felhagytak a korábbi koncepció-párosító rendszerekkel. Kumáradzsíva fordításai ma is népszerűbbek, mint más fordítások. Ezek közül a legismertebbek a Gyémánt szútra, az Amitábha-szútra, a Lótusz szútra, a Vimalakírti Nirdesa-szútra, a Múlamadhjamakakáriká és az Astaszáhasriká Pradnyápáramitá-szútra. Kumáradzsíva idejében lefordították a négy legfőbb szanszkrit ágamát kínai nyelvre. Mindegyik ágamát egymástól függetlenül fordította le egy-egy indiai szerzetes. Ezek jelentik az egyetlen olyan, teljességében fennmaradt Szútra-pitakát (páli: Szutta-pitaka), amely a théraváda páli nyelvű Szutta-pitakához is mérhető. A Szútra-pitaka tanításait általánosan a legkorábbi buddhista tanítások közé sorolják és egyben a kínai korai buddhista iskolák legfőbb szövegeinek tekintik. A kínai nyelven is elérhető buddhista szövegek széles körű terjesztésének és a Kínába ellátogató külföldi szerzeteseknek köszönhetően idővel kialakultak a speciális fókuszú hagyományok és szekták. Ezek közül az egyik legbefolyásosabb a Tiszta Föld iskola volt, amelyet Huj-jüan (Hui Yuan) alapított. Ebben az irányzatban az elmélyedés középpontjában Amitábha Buddha és az ő Szukávatí Tiszta Föld birodalma állt. A további fontos korai hagyományok közé tartozik még a tientaj (tiantai), hua-jen (huayan) és a vinaja iskola. Ezek az iskolák sorrendben a Lótusz szútra, az Avatamszaka-szútra és a Dharmaguptaka-vinaja szövegeire fektették a hangsúlyt, amelyet egyéb szútrákkal és szövegmagyarázatokkal egészítettek ki. A tientaj alapítója Cse-ji (Zhiyi) több olyan művet is írt, amelyek széles körben használt meditációs kézikönyvé váltak Kínában.
Fa-hszien (Faxian) (magyar tudományos átírásban: Fa-hien; 337–422 körül) kínai buddhista szerzetes gyalog utazott Kínából Indiába 399 és 412 között. Buddhista szenthelyeket keresett fel, közben buddhista szövegeket gyűjtött és részletes feljegyzéseket készített utazásairól. Az ezekből készült könyvének címe Feljegyzések a buddhista országokról (佛囯记 Fo-kuo csi (Foguo ji)).
Fa-hszien (Faxian) utazása később számos szerzetest késztetett arra, hogy a buddhizmus történelmi fontosságú helyeire ellátogasson (Lumbini, Bodh-Gaja, Váránaszi, Kusínagar stb.). A sok próbálkozó közül csak kevés járt sikerrel. Fa-hszien (Faxian) történelmi jelentősége az, hogy ő volt az első olyan kínai szerzetes, aki eljutott Indiába, ott hosszabb ideig tanult, majd szent szövegekkel visszatért Kínába. Utazásairól készített beszámolói fontos történelmi eseményeket rögzítettek. Fa-hszien (Faxian) legfontosabb érdeme azonban mégis az, hogy számos kolostort alapított az általa bejárt területeken.

### Déli és északi dinasztiák (420–589) és Szuj-dinasztia (589–618)

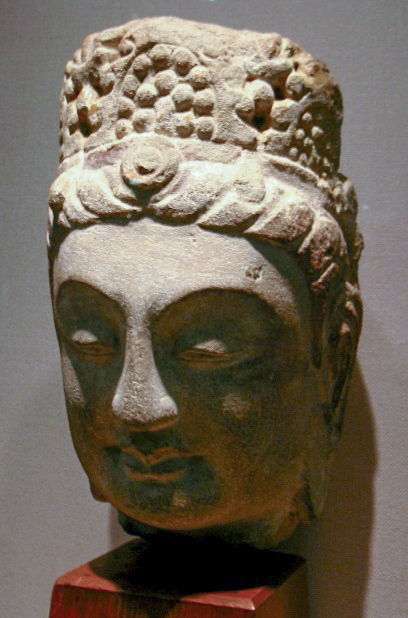
Bódhiszattva szobor a Szuj-dinasztia korából

A szerzeteseket ebben az időszakban Kína déli részén leginkább a filozófia és az irodalom érdekelte, és szoros kapcsolatot tartottak fenn a neotaoizmussal. Három időszakban mégis különösen nagy lendülettel fejlődött a buddhizmus: a Jüan-csia (Yuanjia) (元嘉) korszakban (424–453), a Hsziao Celiang (Xiao Ziliang) (蕭子良) és Csing Ling (Jing Ling) (竟陵) herceg tevékenységének idején (kb. 484–495) és a Liang-dinasztia Vu (Wu) 武 császárának uralkodása idején (502–549). Ebben a három időszakban sok buddhista templom és kolostor épült, az uralkodók támogatták a szútrák kézzel történő sokszorosítását és hatalmas létszámú csoportok részére tartottak tanmagyarázó gyűléseket. Vu császár olyannyira támogatta a buddhizmust, hogy „Bodhiszattva császárként” is emlegetik. A korábbi trendnek megfelelően a déli dinasztiák buddhista szerzetesei továbbra is viszonylag önállóak voltak, nem kellett például leborulniuk az uralkodó előtt. Ezzel szemben északon sokkal erőteljesebben függtek a császár kegyétől. Mindemellett északon jobban megvalósították a buddhizmus eredeti célkitűzését azzal, hogy több hangsúly került a világtól elvonuló szerzetesi életmódra.
Az 5. században kezdődtek el a csan (chan) (zen) tanítások Kínában. Hagyományosan úgy tekintik, hogy az iskolát egy Bódhidharma nevű legendás szerzetes alapította. Ebben az irányzatban nagy hangsúlyt fektettek a Lankávatára-szútrában található elvekre, amelyek a jógácsára és a tathágata-garbha elemeit tartalmazzák. Ebben a tanításban „egy jármű” (szanszkrit: ekajána) használatával érik el a buddhaság szintjét. A korai években ezért úgy utaltak a csan (chan) tanításokra, hogy az „egy jármű iskolája”. A csan (chan)-iskola legkorábbi mestereit „Lankávatára mestereknek” nevezték, utalva a Lankávatára-szútra magas fokú elsajátítására. A csan alapvető tanításait később az ún. találkozás történetekkel, a kóanokkal, valamint az ezekben használt módszerekkel azonosították. Nan Huaj-csin (Nan Huaijin) (南懷瑾; 1918–2012) a Lankávatára-szútrát és a Gyémánt szútrát (Vadzsraccsediká Pradnyápáramitá-szútra) a csan (chan)-iskola legfőbb szövegeinek nevezi. A lényegét a következőképpen foglalja össze:
|  | „A zen tanítás az írásos tanításokon felüli különleges átadás volt, amely egyetlen írott szöveget sem nevez szentnek. A zen közvetlenül az emberi elmét célozta meg, hogy képessé tegye az embereket, hogy meglássák a valódi természetüket és ők is buddhává váljanak.” |
|  | |

### Tang-dinasztia (618–907)

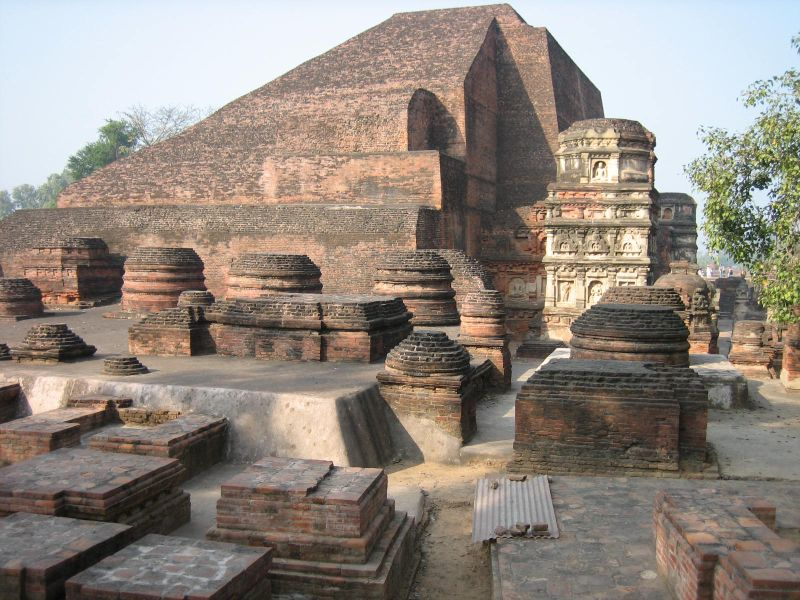
A Nálanda egyetem romjai Indiában, ahol Hszüan-cang is végzete tanulmányait.

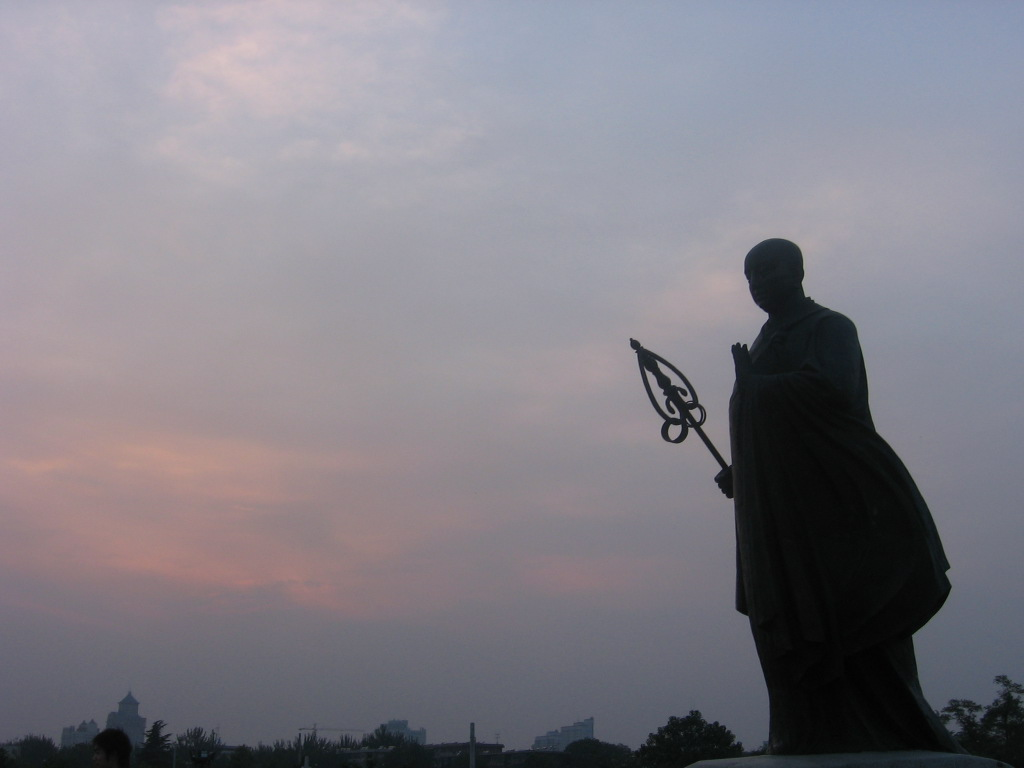
Hszüan-cang szobra az Óriás vadlúd pagodában Hszian városban.

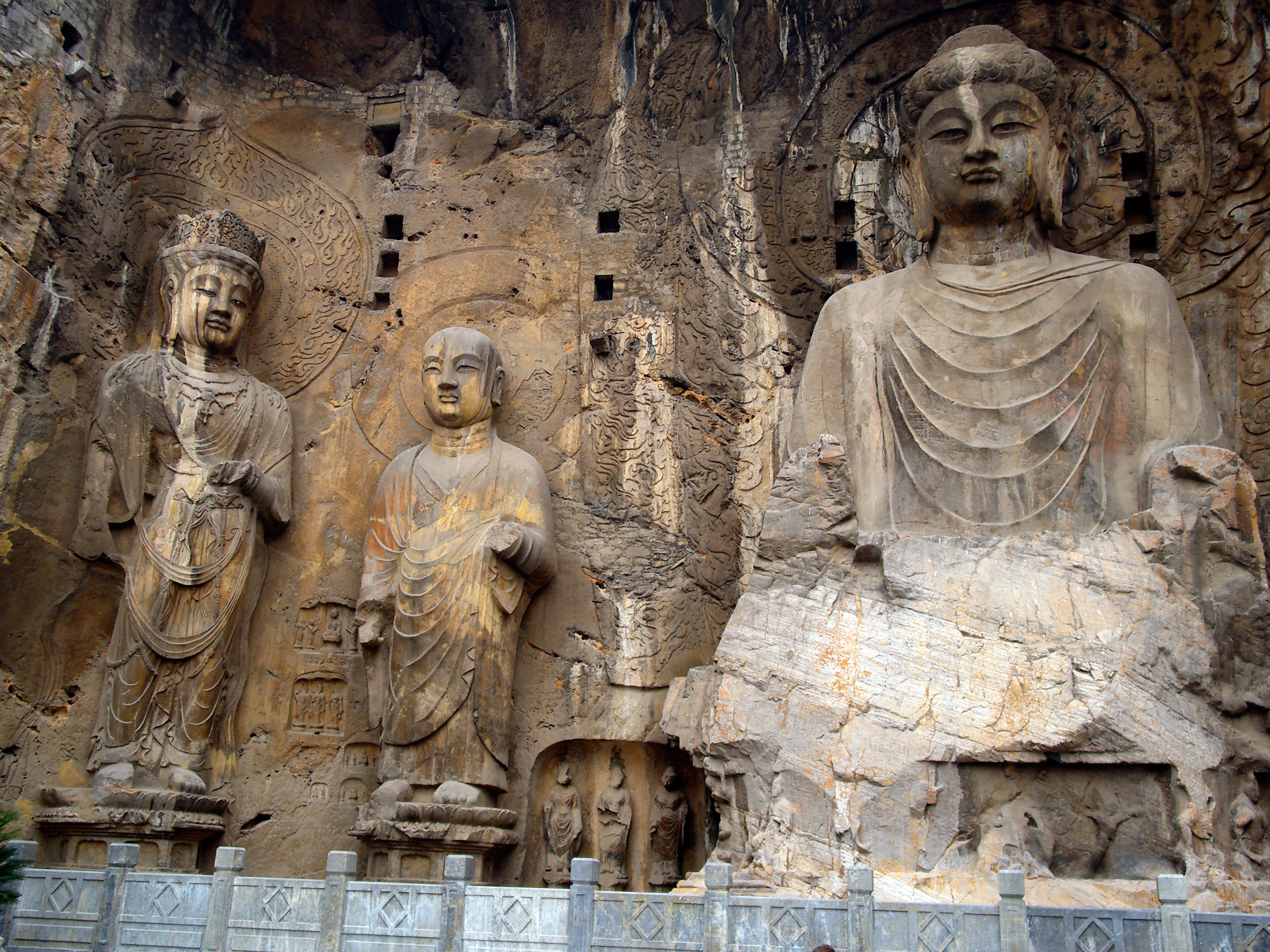
Hatalmas Tang-dinasztia korabeli bódhiszattva szobrok, egy arhat, és Vairócsana Buddha. Lungmen-barlangok, Honan tartomány, Kína

A korai Tang-dinasztia idejében (629 és 645 között) Hszüan-cang (Xuanzang) szerzetes Indiába utazott, ahol látogatása során több mint száz királyságba látogatott el. Tapasztalatairól hosszú jegyzeteket készített, amelyek később fontossá váltak a kor Indiáját tanulmányozók számára. Utazásai során eljutott szent helyekre, megtanulta a tanokat és sok híres buddhista mesterrel tanult együtt, elsősorban a közismert Nálanda Egyetemen. 657 szanszkrit szöveggel, szobrokkal, relikviákkal és apró buddhista tárgyakkal tért vissza útjáról, amelyet 22 megrakott ló szállított. A császár támogatásával felállított egy hatalmas fordítóirodát Csangan városban (a mai Hszian), amelybe egész Kelet-Ázsiából érkeztek diákok és fordítók. Mintegy 1330 köteg szöveget fordítottak le kínai nyelvre. Hszüan-cang (Xuanzang)ot személy szerint a buddhizmuson belül a jógácsára, avagy a „csak-tudat” érdekelte.
Saját tanulmányainak, fordításainak és szövegmagyarázatainak ereje indította el a kelet-ázsiai Fa-hsziang (Faxiang) iskola kialakulását. Annak ellenére, hogy az iskola nem virágzott sokáig, az észlelésről, a tudatról, a karmáról és az újjászületésről alkotott elméletei beépültek más, sikeresebb iskolák tanításai közé. Hszüan-cang legközelebbi és legkiemelkedőbb tanítványa Kujcsi volt, aki később a Fahsziang iskola első pátriarkája lett. Ő úgy vélekedett, hogy Hszüan-cang logikáját a kínai buddhizmus tudósai gyakran félreértették, mert hiányzott belőlük a szükséges indiai logikai háttér. Másik híres tanítványa Voncsuk koreai szerzetes volt. Hszüan-cang (Xuanzang) fordításai különösen fontosak voltak a jógácsára iskolával kapcsolatos indiai szövegek kínai nyelvre való átültetésében. Olyan központi fontosságú jógácsára szövegeket fordított le, mint a Szandhinirmocsana-szútra és a Jógácsárabhúmi-sásztra, ezen felül egyéb fontos szövegeket, mint a Mahá-pradnyá-páramitá-szútra és a Bhaisadzsjaguruvaidúrjaprabharádzsa-szútra (Gyógyító Buddha szútra). Neki tulajdonítják a Cseng Veisi Lun (Vidnyaptimátratásziddhi-sásztra) szövegmagyarázatok megírását, illetve összeállítását is. A Szív szútra fordításai jelentik a szabványt minden kelet-ázsiai buddhista szekta számára a mai napig. Ezen szútrák megjelenésével jelentős mértékben bővült a kínai buddhista kánon – fontos indiai buddhista szövegek minőségi fordításaival.
Ebben az időszakban a buddhizmus népszerűsítése egyértelműen érezhető a számtalan barlangból és építményekből, amelyek falait kéziratokkal látták el. A Kanszu tartományban lévő Mokao-barlangok, a honani Lungmen-barlangok és a Sanhszi tartományban lévő Jünkang-barlangok az északi, Szuj (Sui)- és a Tang-dinasztiák legjelentősebb példái. A 8. században, a Tang-dinasztia idején hegyoldalba vájt Lösani óriás Buddha három folyó összefolyására tekint rá. A mai napig ez a világ legnagyobb kőből készült buddha szobra. A szerzetesek és a világi emberek egyaránt terjesztették a buddhista tanokat történetmeséléseken és szútrákon keresztül. Ezeket a szóhagyományokat később leírták ötvözve a prózát és a költészetet, amely újfajta elbeszélésmódjával befolyásolta a regényírást. Az ilyen stílusban készült népszerű legendák közé tartozott a Mulian megmenti anyját (pokoljárás história) című történet. A buddhista szövegek kézi másolásáról úgy tartották, hogy üdvös karmát hoz. Az egyesével kivésett fatáblákkal, majd az agyag és a fém mozgatható betűkkel készült nyomtatások váltak népszerűvé. A 868-ból való Gyémánt szútrát 1907-ben fedezték fel a Mokao-barlang belsejében. Ez számít a nyomtatás legkorábbi emlékének.

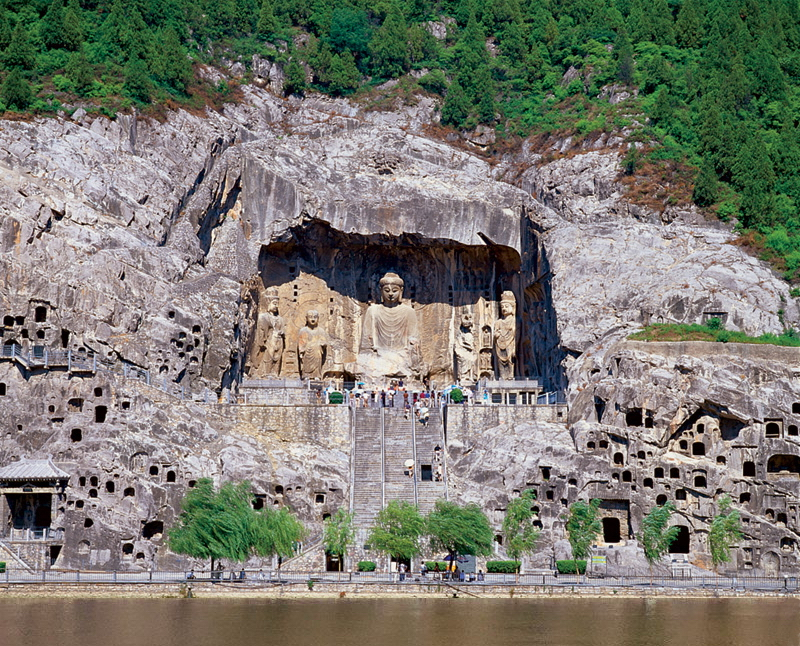
Lungmen-barlangok
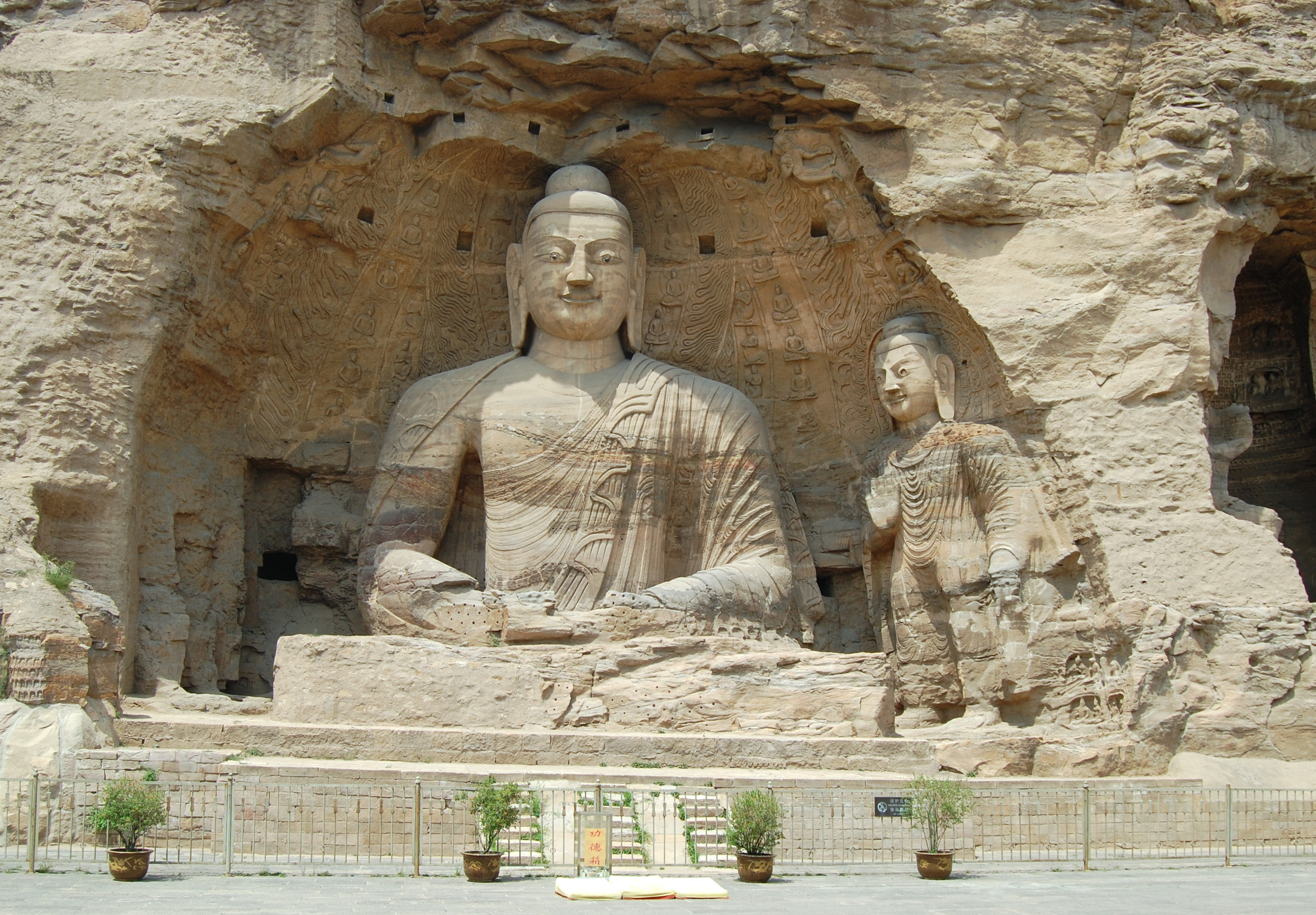
Jünkang-barlangok
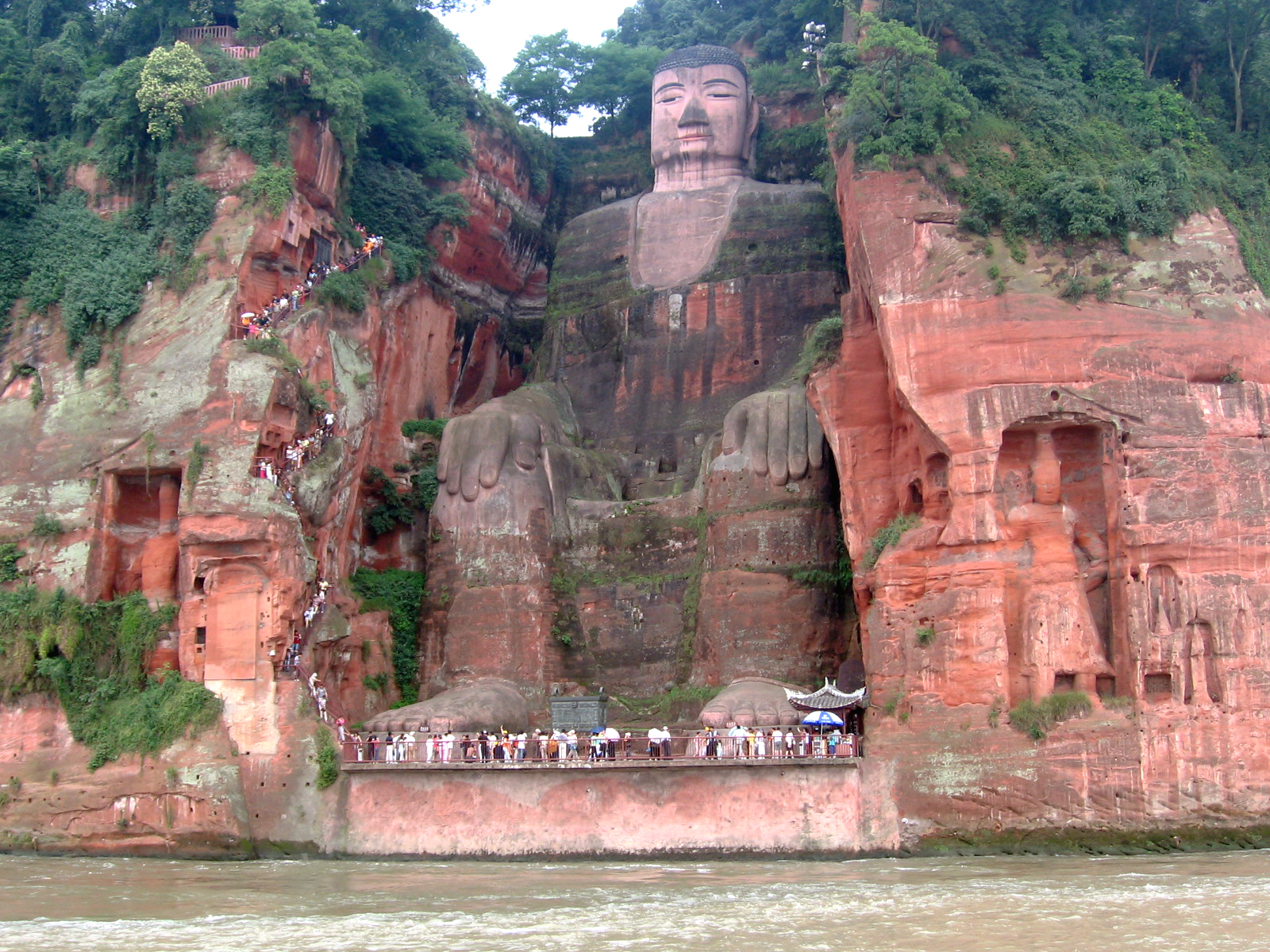
Lösani óriás Buddha
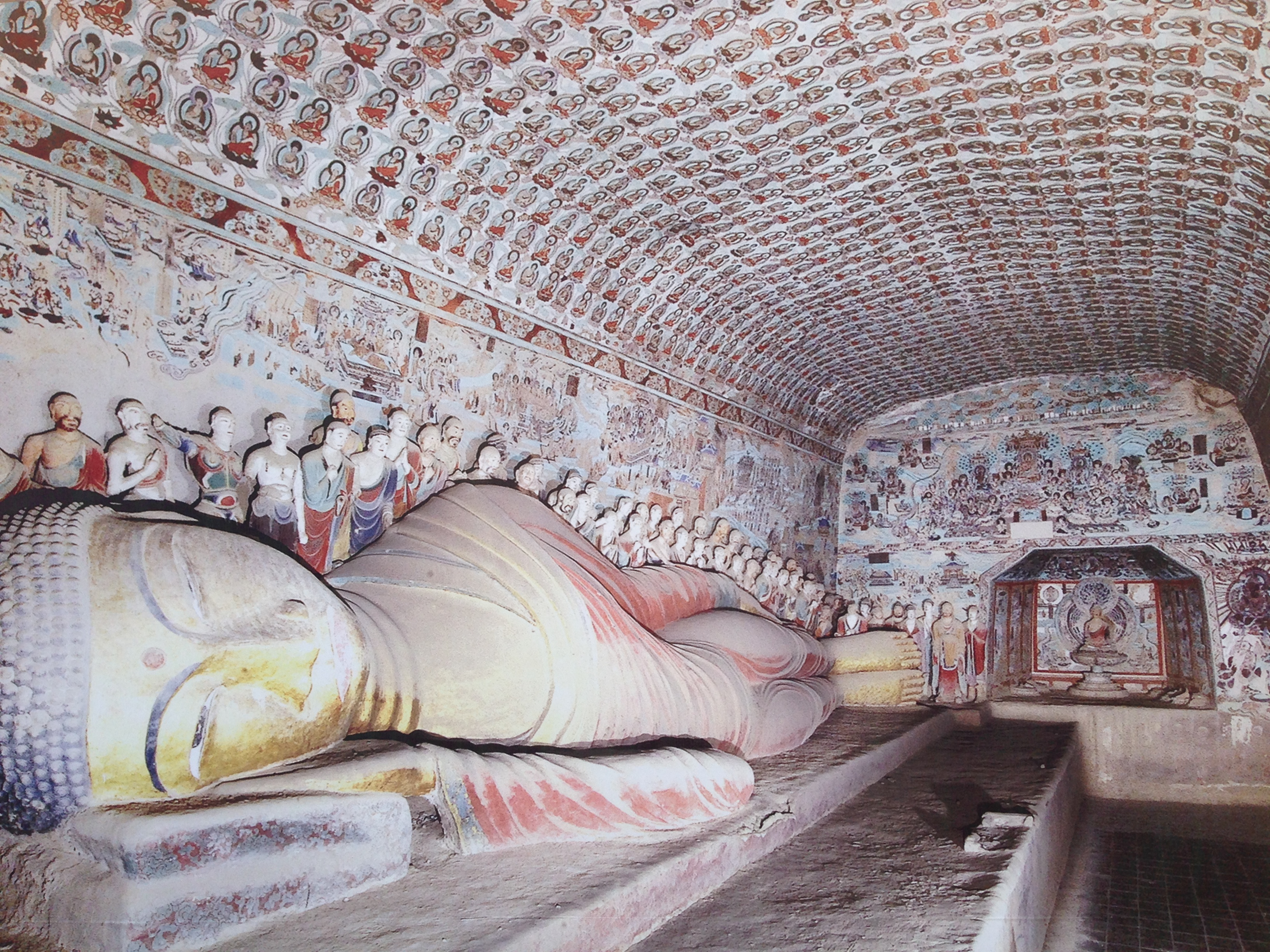
Mokao-barlangok

#### Az ezoterikus buddhizmus megjelenése és elnyomás a Tang állam idején

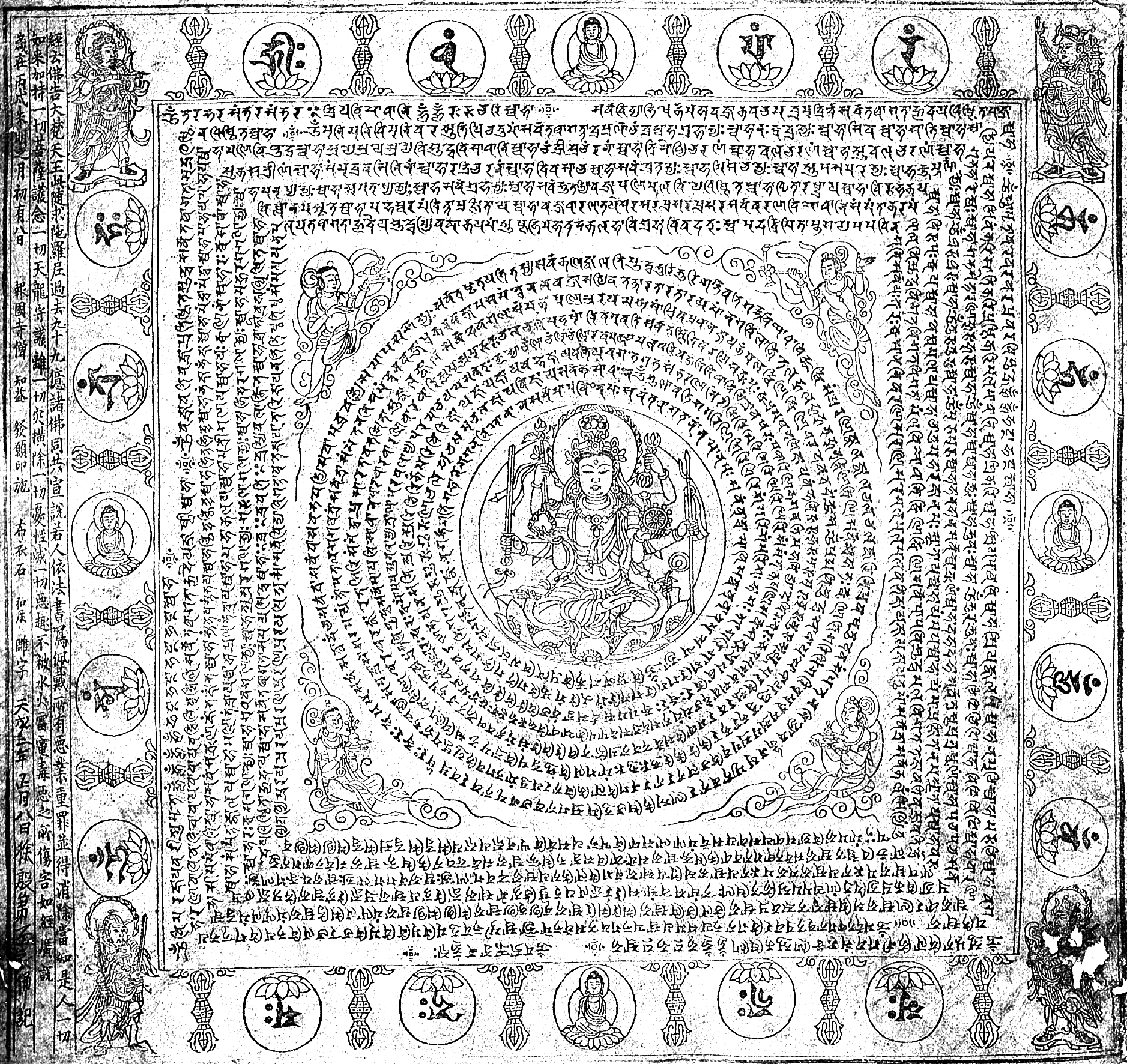
A Sziddham ábécé kínai használata egy mantrához – 927-ből

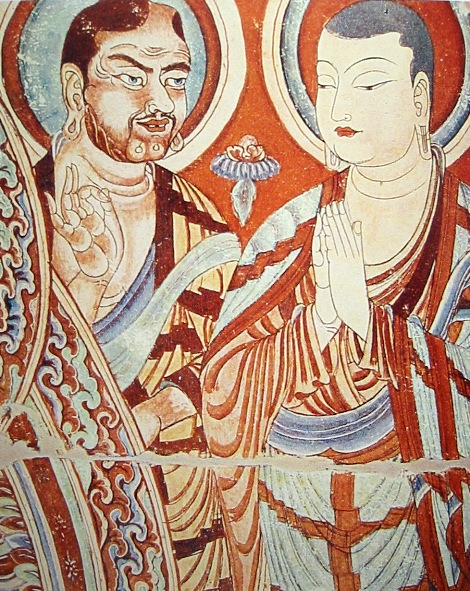
Kék szemű közép- és kelet-ázsiai buddhista szerzetesek, Bezeklik, kelet Tarim-medence, Kína, 9-10. század

A Kaj-jüan (Kaiyuan) időszak három nagy megvilágosodott indiai származású mestere, Subhakaraszimha, Vadzsrabodhi és Amoghavadzsra alapította meg Kínában az ezoterikus buddhizmust 716 és 720 között. Elutaztak a Ta-hszing San-szi (Daxing Shansi) templomhoz (大行善寺, Nagy Termékeny Jóság temploma), amely a Nagy Megvilágosító, Mahávairócsana korábbi temploma volt. A templom Csangan ősi fővárosban (mai Hszian (Xi'an)) volt és a négy legfontosabb fordítóközpont közé tartozott, amelyet támogatott a császár is. Sok buddhista szöveget, szútrákat és tantrákat, fordítottak szanszkritról kínai nyelvre. A kor uralkodó tanításait (taoizmus és konfucianizmus) is beépítették a szövegekbe. Így vált a tanítás dinamikussá, varázslatossá és sejtelmessé. Olyan mantra formulákat és részletes szertartásokat tartalmazott ez az irányzat, amely képes volt egy személyt vagy egy birodalmat megvédeni, befolyással bírt a személyek halál utáni sorsára és szárazság idején esőt hozott. Nem meglepő tehát, hogy a császár nagy lelkesedéssel fogadta mindhárom mestert és a tanításaik gyorsan nagy népszerűségre tettek szert az udvarban. A fővárosi templomokba mantrajána (más néven vadzsrajána) oltárokat építettek és a 8. század végére a buddhizmus a felső osztály tagjai között több követőre lelt, mint a taoizmus. Taj-cung (Dai Zong) császár kedvenc mestere Amoghavadzsra volt, aki a mester 774-es halálát követően sztúpát emelt az emlékére.
Kína ezoterikus buddhista átadási vonalát később Vu-cung (Wu Zong) császár irtotta ki (és majdnem a teljes buddhizmust), aki lelkes taoista volt és előítélettel élt a buddhizmussal szemben. Ez vezetett a nagy buddhista-ellenes üldözéshez, amelynek gazdasági, társadalmi és vallási okai is voltak. Sok kritikust zavart a buddhista templomok és kolostorok gazdagsága, adómentessége és hatalma. Az ujgurok ellen vezetett hatalmas háborúk rengeteg pénzt vettek el az államkasszából, amelyre megoldást jelentett az akkorra hatalmas vagyont felhalmozó buddhista létesítmények elkobzása. David Graeber szerint a buddhista szervezetek rengeteg nemesfémet gyűjtöttek össze, amelyre szüksége volt a kormánynak a pénzügyi stabilitás megalapozásához. Vu-cung (Wu Zong) 845-ben elrendelte 4600 buddhista kolostor és 40 000 templom lerombolását. Több mint 400 000 buddhista szerzetes és apáca vált paraszttá és meg kellett fizetniük a „két adót” (gabona és ruha). A konfuciánus értelmiség a hagyományos kínai társadalmi értékekkel szembe mutatónak találták a buddhista tanokat. Úgy érezték, hogy a buddhisták kivonják magukat a társadalomból, holott a kínai emberek számára fontos volt a családi élet. A buddhizmust sokan továbbra is külföldi vallásnak érezték – a taoizmussal és a konfucianizmussal szemben. Han Jü középkori esszéista és költő azt írta, hogy „Buddha barbár volt, aki nem beszélte Kína nyelvét és furcsa stílusú ruházatot viselt. A beszédei nem érintették az ősi királyainkat és az öltözködése sem felelt meg a törvényeinknek. Nem értette a kötelességeket, amikkel a szolgáló felelt az uralkodójának, sem az apa és a fia szeretetét”. Vu-cung (Wu Zong) is idegen vallásnak tekintette a buddhizmust és ugyanezen oknál fogva üldözte a Kínában élő keresztényeket is. A vallásüldözés fellángolásának idejére az összes ezoterikus buddhista átadási vonalat – Kúkai és Szaicsó szerzeteseken keresztül – átmenekítették Japánba, létrehozva a singon és a tendai szektákat. Az ősi kínai buddhizmus ezután soha nem volt már képes eredeti formáját visszanyerni.

### Az öt dinasztia és a tíz királyság kora (907–960/979)
Az öt dinasztia és a tíz királyság kora (Vu-taj Si-kuo (Wudai Shiguo)) politikai zavargások időszaka volt a Tang- és a Szung (Song)-dinasztia dinasztiák uralkodása között. Gyors egymásutánban öt dinasztia váltotta egymást északon és több mint 12 független államot alapítottak, elsősorban délen. Ezek közül azonban hagyományosan csak tízet szoktak felsorolni. Innen kapta a kor a „tíz királyság” elnevezést. Egyes történészek szerint, mint például Po Jang, tizenegyet számolnak. Ők az északi Han királyságot nem számítják bele, mivel azt a korábbi Han folytatásának tekintik. Ebben a korban alapították a Liao-dinasztiát is. A Tang-dinasztia bukása után Kína hatékony központi uralom híján maradt az öt dinasztia és a tíz királyság korában. Az országot több autonóm régióra osztották, amelyek közül a buddhizmus csupán néhányban maradhatott életben. A hua-jen és tientaj iskolák megszenvedték a megváltozott körülményeket, mivel függtek a császári támogatástól. A tang társadalom szétesése szintén megfosztotta az arisztokráciát a vagyonától és a befolyásosságától, amely szintén hátravetette a buddhizmust. Sen-hsziu (Shenxiu) északi csan iskolája és Hen-suj (Henshui) déli csan iskolája nem élte túl a változásokat. Ennek ellenére a kínai buddhizmuson belül domináns irányzattá vált a csan buddhizmus. Azonban a különféle iskolák földrajzi fekvésüktől függően eltérő részekre helyezték a hangsúlyt tanaikban. A fa-jen (Fayan) vált népszerűvé a déli Nan-Tang (Csianghszi) és Vu-jüe (Wuyue) (Csö-csiang) királyságokban.

### Szung-, Jüan- és Ming-dinasztia (960–1368)
A Szung-dinasztia korszaka két különálló időszakból áll: az északi és a déli Szung. Az északi Szung-dinasztia idején (北宋, 960–1127) a főváros Piencsing (a mai Kajfeng (Kaifeng)) volt és a császáruk uralta egész belső Kínát. A déli Szung-dinasztia (南宋, 1127–1279) időszaka onnantól számít, amikor elvesztették az irányítást Észak-Kína felett, egészen a Csin-dinasztia hatalomra kerüléséig. A déli Szung-dinasztia fővárosa Linan (a mai Hangcsou) volt. Annak ellenére, hogy hatalmas területeket veszítettek és az ősi kínai civilizáció bölcsőjének számított területek sem tartoztak már hozzájuk, a Szung gazdaság nem hevert romokban. Itt élt ugyanis a lakosság hatvan százaléka és itt volt a művelhető földek többsége is. A Szung-dinasztia idejében a közigazgatás a csan buddhizmust (禪) használta arra, hogy megszilárdítsa hatalmát a vidéken. Így válhatott a csan a kínai buddhizmus legnagyobb szektájává. A dinasztia első időszakában a csan Tiszta Föld szinkretizmus volt az uralkodó mozgalom. A buddhista ideológia összefonódott a konfucianizmussal és a taoizmussal, részben a buddhista szövegekben meglévő kínai filozófiai kifejezések miatt. Több konfuciánus tudós igyekezett újra megfogalmazni a konfucianizmust neokonfucianizmusként. A Szung-dinasztia idején, 1021-ben, a feljegyzések szerint közel fél millió (458 855) buddhista szerzetes és apáca élt és tevékenykedett a kolostorokban. Ezek közül 397 615 volt szerzetes és 61 240 volt apáca.
A Jüan-dinasztia (1279–1368) idején hivatalos vallássá tették Kínában az ezoterikus buddhizmust a mongol uralkodók és tibeti lámákat vettek pártfogásukba udvaraikban. Az általános nézet az volt, hogy a lámák pártfogása széles körben korrumpálta a tantrát. Amikor a mongol Jüan-dinasztiát a Ming-dinasztia letaszította trónjáról a tibeti lámákat elűzték az udvarból és a buddhizmus ezen formáját nem igaz vallásként bélyegezték meg. Weinstein szerint a Ming-dinasztia (1368–1644) idejére olyan erősen megszilárdult a csan iskola, hogy minden szerzetes a csan buddhizmus alá tartozó Linji vagy a Csaotung irányzatoknál kötelezték el magukat. A Ming-dinasztia idején a kínai buddhizmus egyik hatalmas reformere Han-san Tö-csing volt. Kortársaihoz hasonlóan ő is a csan és a Tiszta Föld módszerek kettős gyakorlatát vallotta, valamint a tudat megtisztítására a nianfo („Buddha tudatosság”) technikát. A gyakorlók számára mantra gyakorlatokat és szövegolvasást is tanított. Közismert tanítóvá vált, aki szövegmagyarázatokat készített és híres volt a fogadalmak szigorú betartásáról. Csiang Vu szerint a kor csan mesterei számára az önképzést tartották a legfontosabbnak és a formális beavatásokat és kliséket a háttérbe szorították. Elismerték a meditációt és aszkézist gyakorló neves papokat, akik nem tartoztak semmilyen átadási vonalhoz, hogy „tanító nélkül érték el a bölcsességet”.

### Csing-dinasztia

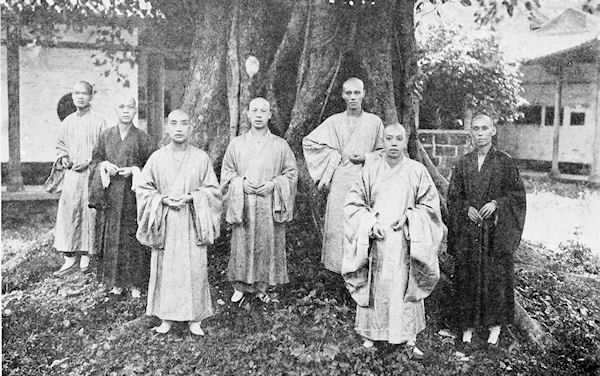
Kínai buddhista szerzetesek a Csing-dinasztia idejében.

A Csing (Qing)-dinasztia (1644–1911) idején a mandzsu uralkodók támogatták a tibeti gelugpa iskolát politikai és személyes okokból egyaránt. Sun-cse (Shunzhi) uralkodó elkötelezett csan (chan) buddhista volt, míg az őt követő Kang-hszi (Kangxi) uralkodó a tibeti buddhizmust támogatta, és azt állította, hogy ő Mandzsusrí bodhiszattva egyik megtestesülése. Azonban a buddhista művészet csak a dinasztia harmadik uralkodójának, Csien-lung (Qianlong)nak az idején érte el az időszak legmagasabb uralkodói támogatottságát. Rengeteg vallásos művet rendelt tibeti stílusban, amelyek közül több is álruhában ábrázolja őt, rejtélyes szentként. Az ebben az időszakban készült művészeti alkotásokat a tibeti és a kínai művészeti megközelítések egyedi ötvözete jellemzi.
Csien-lung (Qianlong) kínai császár több nagyszabású építési projektbe kezdett. 1744-ben újra felavatta a pekingi Jungho (Yunghe)-templomot tibeti buddhista kolostorként és számos vallásos festményt, szobrot, textíliát és vésett táblát ajándékozott a templom számára. A császár másik projektjeként átadott Hszü-mi Fu-sou (Xumi Fushou) templom és a benne található műtárgyak ötvözik a tibeti és mandzsu művészeti stílusokat. Csien-lung (Qianlong) 1795-ös lemondása után a tibeti buddhizmus népszerűsége lecsökkent. Úgy tartották, hogy a Csing (Qing) udvar azért támogatta a tibeti buddhizmust, hogy politikai kapcsolatokat építsen ki a mandzsu, mongol és tibeti közösségekkel. Ezt az elméletet az elmúlt időszakban cáfolták akadémiai körökben. A Tajping-felkelés korai szakaszában a lázadások a buddhizmust célozták. Az 1853-as Nancsingi csatában a tajping hadsereg lemészárolt több ezer szerzetest. A felkelés közepe felé a tajping vezetők megenyhültek és a szerzetesek számára igazolványt követeltek.
A 20. század legelején más országok buddhistái is érdeklődést mutattak a kínai buddhizmus iránt. Anagarika Dharmapala srí lankai szerzetes 1893-ban látogatott el Sanghajba azzal a szándékkal, hogy körbeutazza Kínát. Szerette volna arra buzdítani a kínai buddhistákat, hogy hittérítőket küldjenek Indiába, hogy ott újra felélesszék a buddhizmust. Ám végül nem hagyta el Sanghaj városát. A 20. század elején aktívak voltak Kínában japán buddhista hittérítők.

### Kínai Köztársaság és Tajvan
A kínai modernizáció vezetett a kínai birodalom végéhez és a Kínai Köztársaság megalakításához, amely egészen a kínai polgárháborúig létezett, amely után 1949-ben megalapították a Kínai Népköztársaságot. Megkísérelték felélénkíteni a nyugati kultúra hatása alatt álló kínai buddhizmust. Ezek közül a legjelentősebb a Taj-hszü (Taixu)-féle humanista buddhizmus és a Hszü Jun (Xu Yun)-féle kínai csan buddhizmus volt. Hszu Jun (Xu Yun)t általánosságban a 19-20. század egyik legjelentősebb buddhista tanítójának tartják. A 20. század további fontos tanítónak tekintik még a tiszta föld buddhizmushoz tartozó Jin Kuang (Yin Kuang)ot és Hong Ji (Hong Yi) művészt. A világi emberek közül Csao Pucsu (Zhao Puchu) dolgozott sokat a hagyományok felelevenítésén. 1949-ig sok kolostort építettek a délkelet-ázsiai országokban a kínai buddhizmus terjesztése érdekében, például a Kuanghua (Guanghua) kolostor papjai. Jelenleg ennek a kolostornak hét ága működik a Maláj-félszigeten és Indonéziában.
Több kínai tanító hagyta el Kínát a kommunista forradalom idején, akik később Hongkongban vagy Tajvanon telepedtek le. Hszing Jun (Hsing Yun) (1927–) mester, a Fo Kuang San kolostor és a Buddha Fénye Nemzetközi Szövetség alapítója, a kínai Csiangszu (Jiangsu) tartományban született. Tizenkét éves korában lépett be a szanghába, majd 1949-ben menekült Tajvanra. 1967-ben alapította meg a kolostort és 1992-ben a szövetséget. Ezek Tajvan legnagyobb kolostorai és szövetségei közé tartoznak. Hszing Jun (Hsing Yun) a humanista buddhizmus híve. Seng Jen (Sheng Yen) (1930–2009) alapította a tajvani Dharma Dob Hegy alapítványt. Seng Jen (Sheng Yen) közismert progresszív buddhista tanító, aki a modern, nyugati világban kívánja oktatni a buddhizmust. Vej Csue (Wei Chueh) mester 1928-ban született Szecsuan tartományban, majd Tajvanban állt be a buddhista egyházba. 1982-ben megalapította a Lin Csüen (Lin Quan) templomot Tajpej városban és csan buddhista dharmát tanított és hétnapos elvonulásokat vezetett.

### Kínai Népköztársaság (megalapítva 1949-ben)

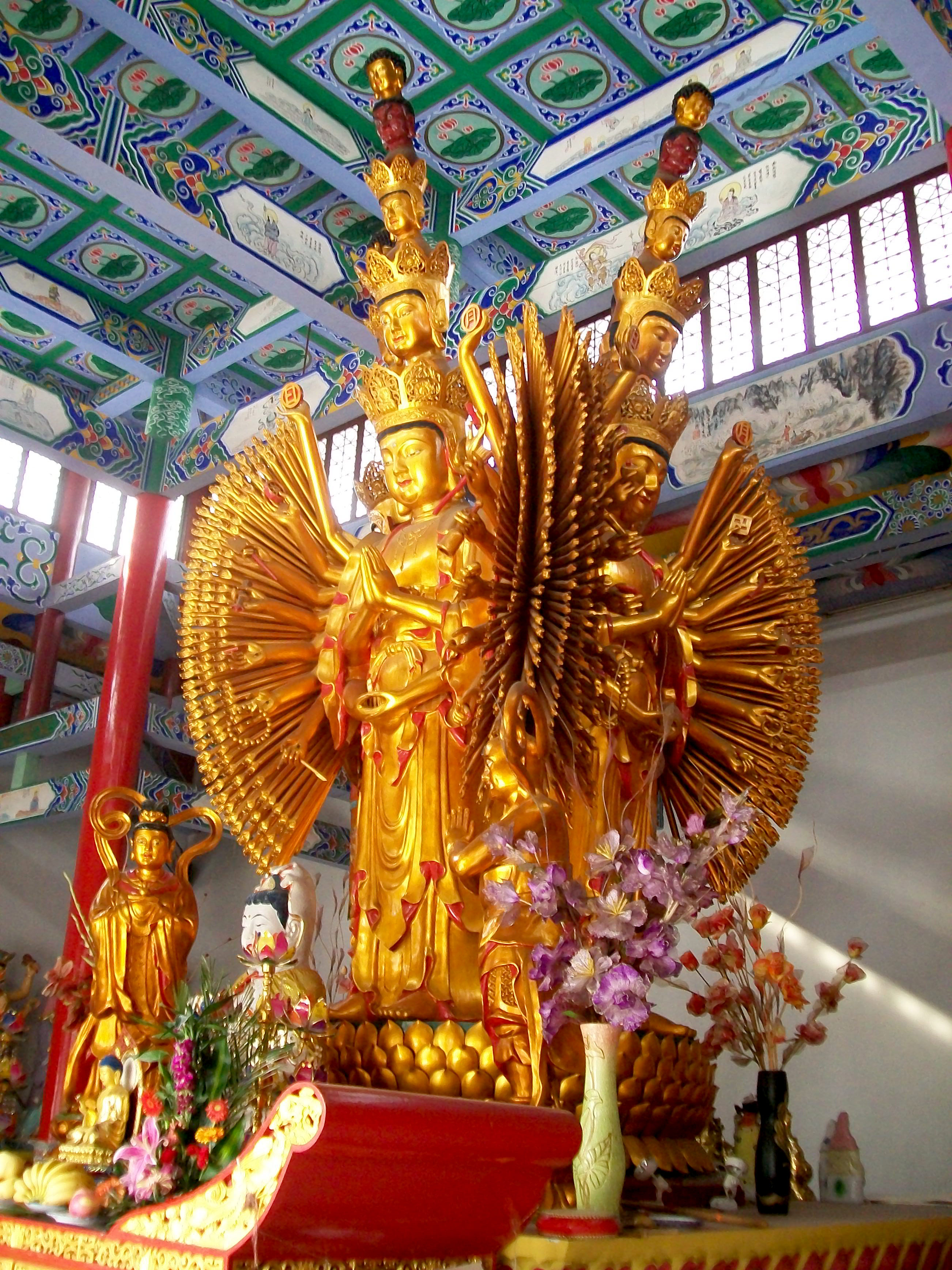
Az ezer karú Avalókitésvara bódhiszattva. Kuanjin kolostor, Anhuj, Kína

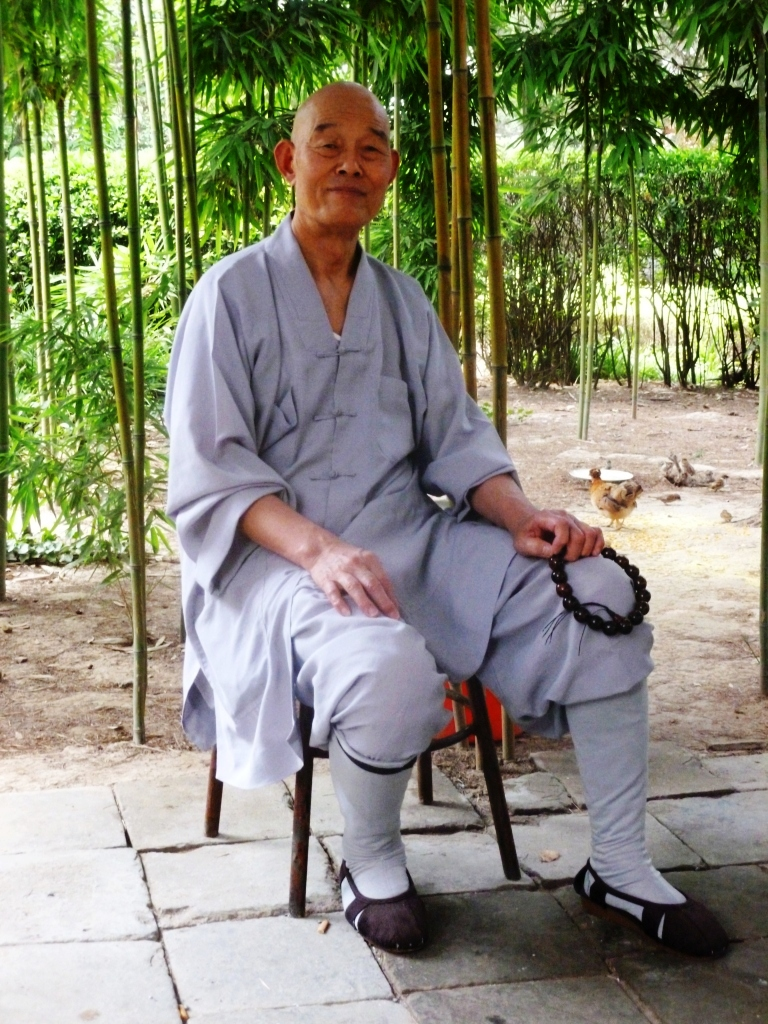
Az Óriás vadlúd pagoda egyik papja, Hszian, 2011.

A katolicizmussal és egyéb keresztény egyházakkal ellentétben Kínában nem létezett semmilyen szervezet, amely felkarolta volna az összes buddhista felekezetet, még az egy szektába tartozókat sem. Hagyományosan minden kolostor független volt és a hatalom a kolostorok vezetőinek kezében összpontosult. 1953-ban egy pekingi találkozón, 121 küldött jelenlétében megalapították a Kínai Buddhista Szövetséget. Az esemény során megválasztottak egy elnököt, négy tiszteletbeli elnököt, hét elnökhelyettest, valamint egy főtitkárt, három főtitkár helyettest, 18 állóküldöttségi tagot és 93 igazgatót. A 4 megválasztott tiszteletbeli elnök a Dalai láma, a Pancsen láma, Belső-Mongólia Autonóm Terület nagylámája és Hszü Jun (Xu Yun) mester voltak.
Az 1970-es évek reformja és a nagy nyitás időszaka után a kínai buddhizmus második újjáéledése zajlott le. Ősi buddhista templomokat állítottak helyre, valamint újakat építettek. A helyi kormányzatok által irányított kínai buddhista templomok egyre inkább a belépőjegyekből, füstölőkből és egyéb vallási kellékekből származó bevételek kereskedelmét helyezte előtérbe. Ezen felül hatalmas bevételt jelentett a templomok bejegyzése a tőzsdén és az önkormányzatoknál. 2012 októberében a vallásügyi állami szervezet kihirdette, hogy vissza kívánja szorítani a vallási nyerészkedést. Sok helyszín törölte a belépőjegyeket és bevezették az önkéntes adományozást.
A 108 méter magas hajnani Dél-kínai-tenger Kuan-yin (Guanyin) szobrát 2005. április 24-én rögzítették több tízezer zarándok és 108 előkelő szerzetes részvételével, akik különböző buddhista csoportból érkeztek Kína szárazföldi területeiről, Hongkongból, Makaóból és Tajvanból. A küldöttségben helyet kaptak a théraváda és a tibeti buddhizmus hagyományait képviselő szerzetesek is. Kínában találhatók a világ legmagasabb szobrai, amelyek közül sok a buddhista szobor. 2006. áprilisban Kína szervezésében először ült össze a Buddhista Világfórum, amelyet azóta két évente megismételnek. 2007-ben a kormány betiltotta azokban a hegyekben a bányászatot, amelyeket a buddhista egyházak szent hegynek tartanak. Még ebben az évben Csangcsou-ban felépítették és megnyitották a világ legmagasabb pagodáját. Egy évvel később a tajvani Cu Csi alapítvány és a Fo Kuang San engedélyt kapott, hogy Kína szárazföldi területén iskolát nyissanak. Jelenleg mintegy 1,3 milliárd ember él Kínában. A felmérések szerint a lakosság 18,2–20%-a buddhistának vallja magát.

### Kínai buddhizmus Délkelet-Ázsiában

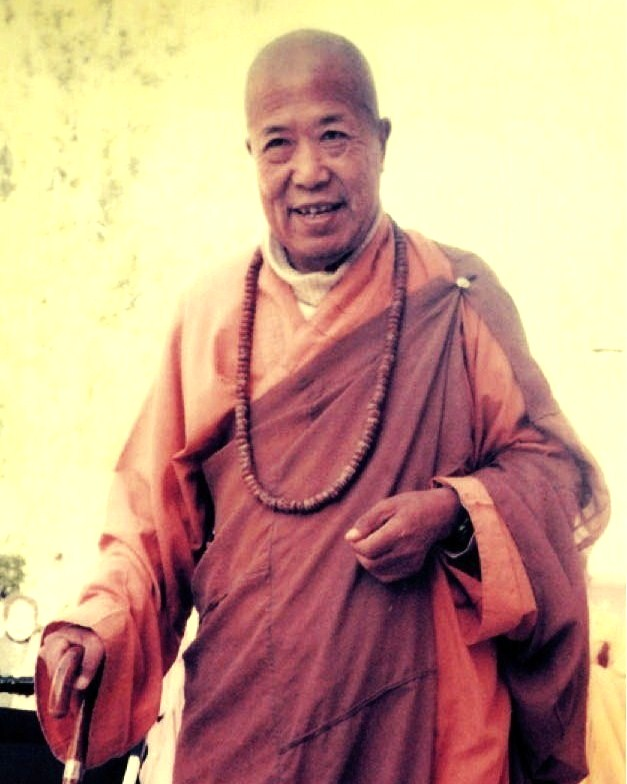
Hszüan Hua, az első, aki a Nyugaton széles körben adott csan buddhista tanításokat.

A kínai buddhizmust Délkelet-Ázsiában főleg a kínai etnikumúak gyakorolják. Malajzia lakosságának kb. 20%-a buddhista. A kínai kisebbség főleg mahájána, de a Srí Lanka-i szerzeteseknek köszönhetően a théraváda jelenlét is jelentős. Szingapúr 2 milliós buddhista lakossága a teljes népesség 33%-át jelenti. Szingapúr az egyik legváltozatosabb buddhista színtér Délkelet-Ázsiában, ahol megtalálható mind a három fő hagyományvonal. A kínai lakosság körében főleg a mahájána, a szomszédos országok bevándorlói pedig inkább a théraváda hagyományokat követik. Indonéziában közel 5 millió buddhista él (a lakosság 2%-a) – ez a szám főleg a kínai lakosság köreiből jön össze. A többség a thai théraváda hagyományhoz tartozik. A Fülöp-szigetek 2 milliós lakosságának csupán 2%-a buddhista. Az összes fontos buddhista iskola jelen van a szigeteken, ám a legelterjedtebb a mahájána vonal. További jelentős irányzatok ezen kívül a nicsiren buddhizmus, a théraváda és a vadzsrajána. Vietnámban feltehetően magas a buddhista lakosság aránya, azonban a kommunista kormány a statisztikákat saját kénye szerint kozmetikázza. A valóságban azonban a lakosság fele buddhista, amely 44 millió főt jelent. A vietnámiak többsége a mahájána buddhizmust követi az erős kínai hatásnak köszönhetően.

### Kínai buddhizmus Nyugaton
Az első kínai mester, aki nyugatiakat tanított Észak-Amerikában Hszüan Hua volt, aki csan buddhizmust és egyéb kínai buddhista hagyományokat tanított San Franciscóban az 1960-as évek elején. Később megalapította a Tízezer buddha városát, amely egy kolostor és elvonulási központ a kaliforniai Ukiah közelében. További fontos amerikai központok a Csuang Jen kolostor és a Hszi Laj-templom. Az európai csan tanítómesterek közé tartozik a horvát Zarko Andricevic a zágrábi buddhista központ alapítója, aki Seng Jen (Sheng Yen)től vette át a dharma vonalat, a svájci Hildi Thalmann, az angol Jake Lyne és Simon Child, akik mind Seng Jen (Sheng Yen) tanítványai. Magyarországon 1989-ben alapított egy kisszámú és zárt kört formáló csan buddhista közösséget egy iráni származású ember.

## Kínai buddhista iskolák

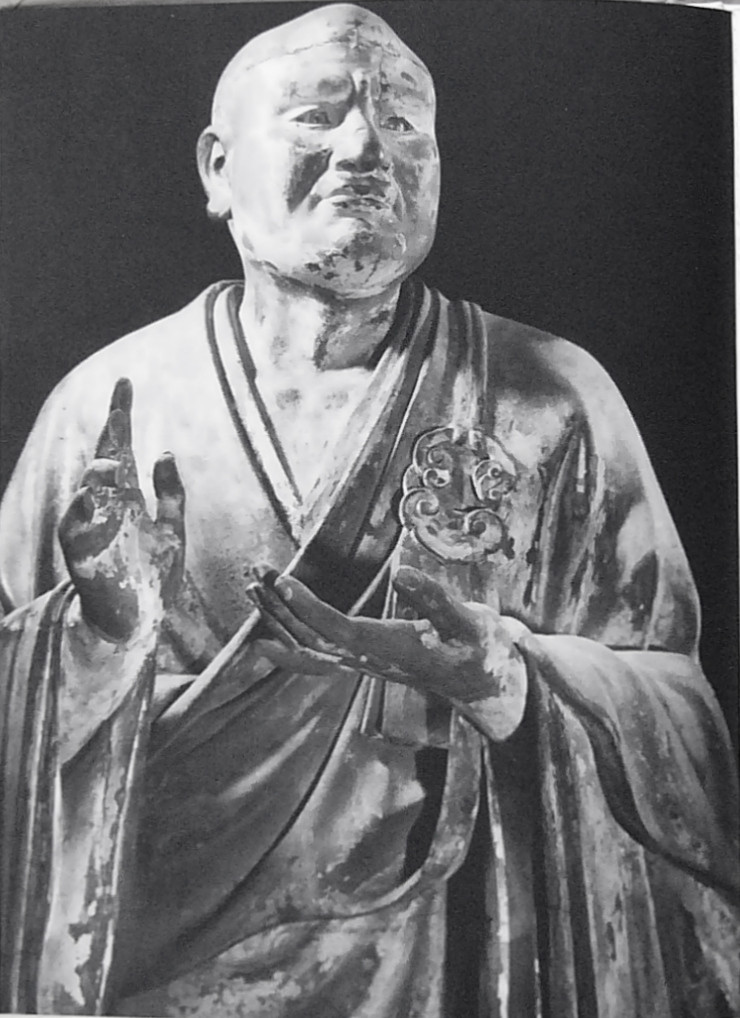
Vaszubandhu faszobor, i.sz. 1208 körül, Kofukudzsi templom, Nara, Japán.

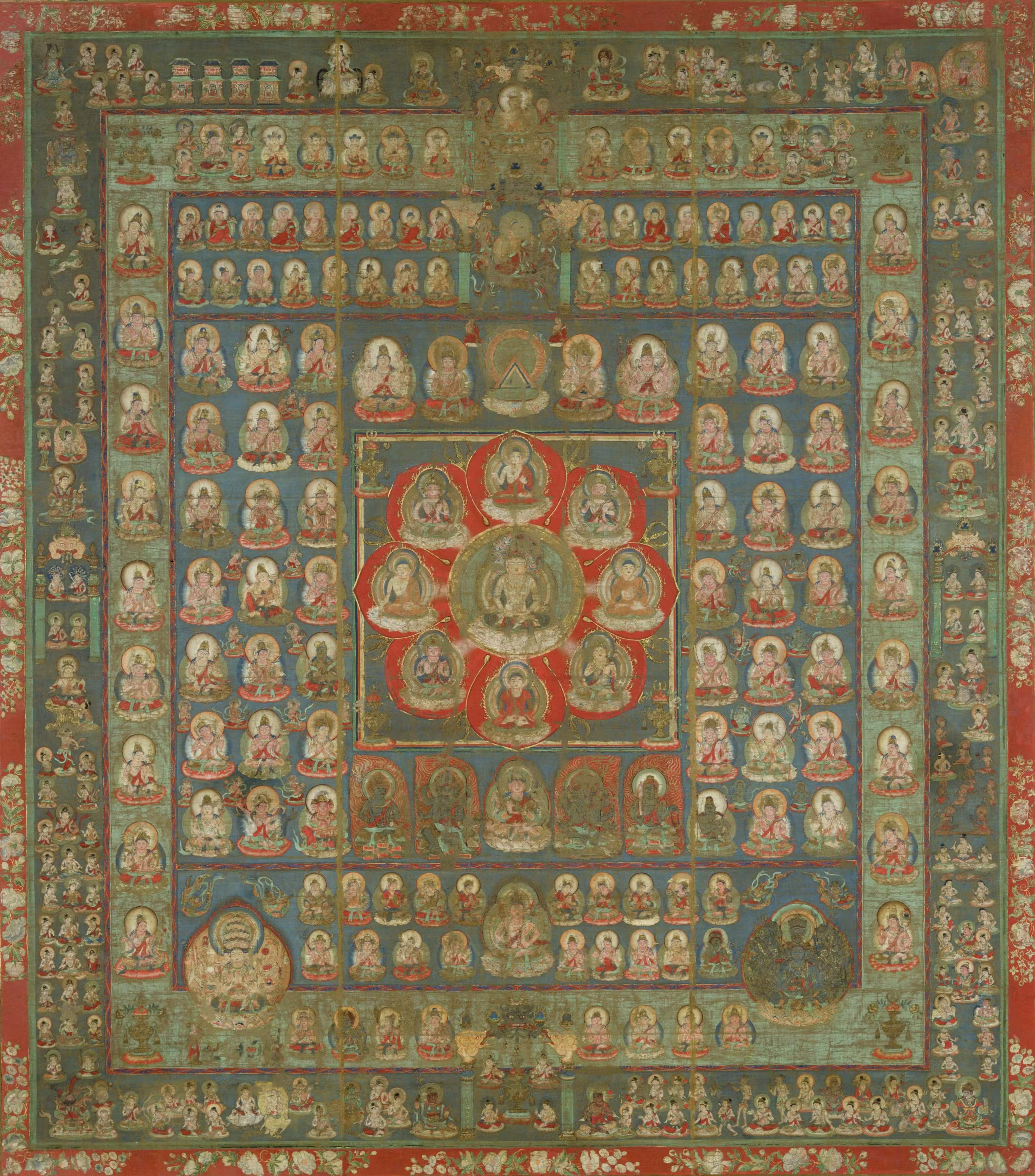
A Subhakaraszimha tanításaiban használt Garbhadhátu mandala, amely a Mahávairócsana-tantrában szerepel. Vairócsana a kép közepén található.

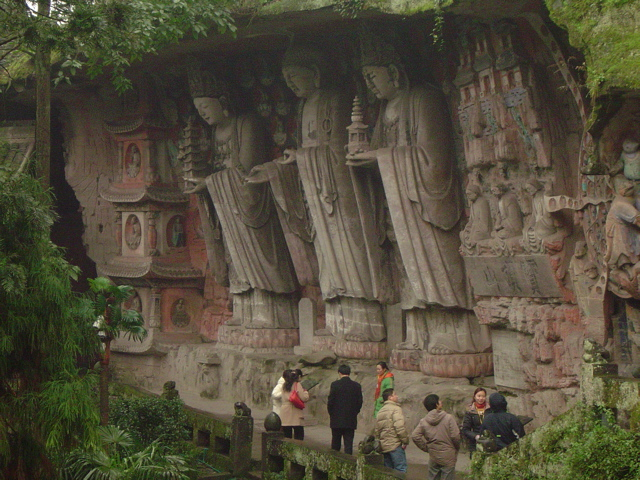
A hua-jen iskola által nagyratartott személyek: Mandzsusrí, Vairócsana, Szamantabhadra

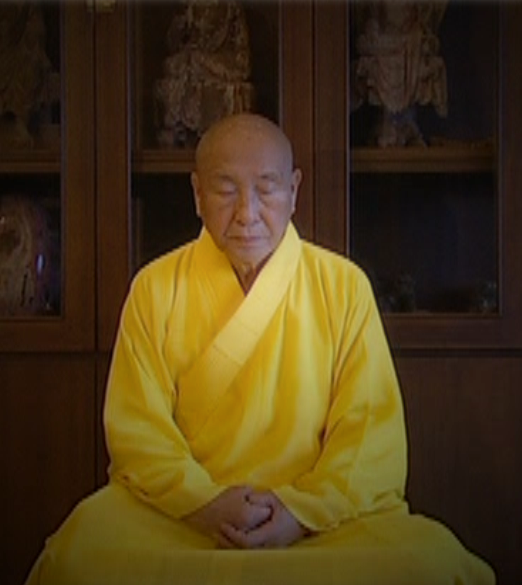
Vej Csueh (Wei Chueh), Tajvan egyik népszerű hagyományos csan buddhista tanítója.

A kínai buddhizmus történetében szereplő legkiemelkedőbb iskolák a következők:
- Lu-cung (Lutsung) (vagy vinaja iskola) – ahogy a neve is mutatja, ez az iskola a vinajára, a szerzetesi szabályzatra helyezte a fő hangsúlyt, és követői a Vinaja-pitaka által meghatározottak szerint élték az életüket. Az iskola hozzájárult ahhoz, hogy a kínai kolostorok magasabb szinten szervezzék mindennapjaikat. Ezt az iskolát állítólag egy Tao-hszüan (Taoxuan) (596–667) nevű szerzetes alapította a 7. században.[81] Annak ellenére, hogy sok mestert nevelt ki ez az iskola, a Tang-dinasztia után a jellemző szertartási szokásaik beleolvadtak más buddhista filozófiai iskolák tevékenységei közé.[82]
- Csu-se (Chushe) (vagy kosza) – a realisztikus iskola, amely Vaszubandhu szarvásztiváda szerzetes „Abhidharma kosakáriká” című művéből vette az inspirációt. A szövegeket 563 és 567 között fordította le Paramártha kínai nyelvre, de az iskola népszerűsége csak azután erősödött meg, miután Hszüan-cang (Xuanzang) is elkészítette a saját fordításait. Elsősorban a függő keletkezés tanát kívánták finomítani, amely végső soron az éntelenség kiegészítő magyarázata. 75 elemet különböztettek meg, amelyből 11 anyagi, egy a tudatfolyam, 46 mentális funkció (észlelés, érintés, késztetés, tévelygés, sóvárgás stb.) és 14 se nem anyagi se nem tudati. Az iskola Hszüan-cang (Xuanzang) tanítványa, Kuej-csi (K’uei-chi) (632–682) idején érte virágzását, később a Fa-hsziang (Faxiang) (kínai jógácsára) iskola egyik ágává vált. A 845-ös vallásüldözéseket azonban az iskola egyik ága sem élte túl.[83]
- Szan-lun (Sanlun) – a három értekezés iskola. Ez az iskola Nágárdzsuna, a híres dél-indiai szerzetes madhjamaka szútráinak tanításait követte. Nágárdzsuna legjelentősebb elmélete az abszolút üresség volt. Ez az értelmezés közel állt az Upanisadok éntelenség elméletéhez és a hinduizmus non-dualista iskoláihoz. A tanításai Kumáradzsíva (549–623) szútrafordításai által jutottak el Kínába, amelyekhez később Csi-cang (Chih-Tsang) (549–623) készített további szövegmagyarázatokat. Csi-cang (Chih-Tsang) az egyik művében úgy érvelt, hogy a metafizikai igazságot csakis nyelvi tagadószerkezet által lehet megérteni, ugyanis a tudat nem képes felfogni a transzcendentális valóságot. Nagy hatással volt még az iskola fejlődésére Árjadéva Sata-sásztra (Száz dal értelmezése) című műve. Az idealista iskola megjelenésével ez az irányzat hanyatlásnak indult, majd a 7. században egy indiai szerzetes, Szurjaprbhasza, révén újból sikerült feléleszteni a tanait.[84] A 845-ös vallásüldözéseket ez az iskola sem élte túl.[85]
- Fa-hsziang (Faxiang) – az idealista iskola, amely a tanítási elméleteit Vaszubandhu jógácsára iskolájának tanaiból merítette, ahogyan az a Vimsatiká-káriká („Húsz versszak kommentárja”) című műben szerepel. Az iskola Hszüan-cang (Hsuan-Tsang) (596–664) által vált népszerűvé, aki a 7. században járt Indiában, hogy eredeti buddhista szövegeket gyűjtsön. Viszontagságok közepette sikerült eljutnia a Nálanda egyetemre is, ahol jógácsára filozófiát tanult egy Szilabhadra nevű szerzetestől. Észak- és Kelet-India hatalmas királya, Harshavardhana évekre a királyi udvarban marasztalta Hszüan-cang (Hsuan-Tsang)ot. Évekkel később tért csak vissza Kínába rengeteg Buddha relikviával és mintegy 650 buddhista szöveggel. Az élete hátralevő részét a szövegek fordítására fordította.[86] A 845-ös vallásüldözéseket az iskola egyik ága sem élte túl.[83]
- Mi-cung (Mitsung) (vagy csen jen (Chen-yen)) – a tantra (vagy mantra) iskola kínai változata, amely kevesebb mint egy évszázadig virágzott Kínában. A Tang-dinasztia idejében érkezett Indiából Subhakaraszimha (637–735) Kínába, ahol lefordította a Mahávairócsana-tantrát. Jelentős szerepet játszott még a kínai tantrikus buddhizmus fejlődésében Vadzsrabódhi (670–741), aki a mandalák koncepciójával ismertette meg a kínai embereket, és Amoghavadzsra, aki a Tang császároknak tanította a tantrikus buddhizmust. A kínai ezoterikus buddhizmus hagyományait leggyakrabban úgy nevezik, hogy tangmi (唐密), „Tang-dinasztia ezotéria”, vagy Han-csuan Mi-cong (Hanchuan Mizong) (漢傳密宗), „Han átadási ezoterikus iskola” (röviden: Hànmì 漢密) vagy Tung-mi (Dongmi) (東密), „keleti ezotéria”. Így különböztetik meg a tibeti és a nevar hagyományoktól. Ezeknek az iskoláknak a tanításai többé-kevésbé megegyeznek a singon buddhizmuséval, ugyanis előfordult, hogy néhány esetben kínai szerzetesek Japánba utaztak és ezoterikus tanításokat adtak a Koja- és a Hiej-hegynél.[87]
- Hua-jen (Huayan) – az avatamszaka vagy virágfüzér iskola mintegy kétszáz évig virágzott a 7. századtól kezdődően. A Vu Cötien (Wu Zetian) császár (690-705) által is pártfogásba vett iskola alapja az Avatamszaka-szútra volt, amelyről a követői úgy tartották, hogy ez volt Buddha legösszetettebb tanítása, amelyet a közönséges emberek nem is voltak képesek megérteni. Ez az iskola kozmikus nézetet vallott a világmindenségről, amelynek két fő aspektusa a „li” és a „si”, amely valamelyest emlékeztet a hindu purusa (spirituális) és prakriti (fizikális) elméletre. Az iskolát Tu-sun (Tu-shun) alapította, aki elkészítette a szútrához szükséges szövegmagyarázatokat. Őt négy pátriárka követte: Csi-jen (Chihyen) (602-668), Fa-cang (Fa-tsang) (pontos dátum nem ismeretes), Csiang-ling (Chiangling) (738–838) és Cung-mi (Tsung-mi) (780–841).[88]
- Tientaj (Tiantai) vagy Fa-hua (Fahua) (vagy fehér lótusz) – ez az iskola a világegyetem valóságát volt hivatott részletesebben jellemezni. A Cse-ji (Zhi-yi) (538–597) szerzetes alapította iskola a tanaihoz a Szaddharma-pundaríka-szútrát használta fel. Elképzelésük szerint a valóság három szinten értelmezhető. Egyfelől van az üresség, az ismeretlen, a nem-én, amelyről csupán tagadó nyelvi szerkezettel lehet beszélni. Másfelől van az ideiglenesség, amely valójában az üresség része, és csupán az érzékszervek aktivitása révén keletkeznek ideiglenesen, mintegy illúzióként. A harmadik aspektus a közbenső állapot, amely csupán a tudatunk számára közbenső, és amely az első kettőt egyesíti a „legmagasabb szintű igazságként”. A valóság ezen három aspektusa egymástól valójában nem különbözik, ugyanazt írják le más szemszögből. Az iskola a császár tetszését is elnyerte, aki azután anyagilag is támogatta azt. A fehér lótusz iskolát a 9. században alapították Japánban, ahol hivatalosan tendai néven vált ismertté.[89]
- Csing-tu (Jingtu) – a Tiszta Föld iskola, amelyet Huj-jüan (Huiyuan) (334–416) alapított a mahájána buddhizmus bódhiszattva eszményére építve. A bodhiszattva a minden érző lény javára kíván megvilágosodni, és a gyakorlások közben elérni a "hat tökéletességet" (páramitá): adakozás (dána), erkölcsiség (síla), kitartás (vírja), türelem (ksánti), meditáció (szamádhi) és bölcsesség (pradnyá).[90] Ez az iskola Amitábha Buddha személyének az üdvözítésére épült. Különféle szertartásokkal és buddhista kántálásokkal kívántak Amitábha kedvében járni. A tanítások alapját a kisebb és a nagyobb Szukhavati-vjuha-szútra adta. A csing-tu (jingtu) iskola a 845-ös vallásüldözést is túlélte az iskolák túlnyomó többségével ellentétben, és a Szung (Song)-dinasztia idején több száz Tiszta Föld társaság alapult a császárság területén. Sikerrel jártak közben azok az erőfeszítések, hogy a vallásüldözés másik nagy túlélőjével, a csan iskolával összeboronálják a csing-tu (jingtu)t. Az iskola később eljutott Koreába és Japánba is, ahol három külön néven terjedt tovább.[91]
- Csan (Chan) – a dhjána iskola volt a kínai buddhizmus legnépszerűbb iskolája, amely később zen néven vált ismertté Japánban és a Nyugaton. A csan az egyén saját természetébe engedett bepillantást (D.T. Suzuki). Annak ellenére, hogy a tanait egy indiai szerzetes, Bódhidharma, terjesztette el Kínában 520 körül, a csannak mégis inkább kínai jellemzői lettek. A csan elutasította, hogy könyvekből kelljen tanulni a megvilágosodás eléréséhez, mellérendelt szerepbe taszította a fogalmakat és elméleteket, és a hétköznapi eseményekre koncentrált, egyszerű gondolkodásra és érthetőségre. A megvilágosodást egy hirtelen bekövetkező eseményként képzelték, nem hosszas szútra tanulmányozások révén és nem is buddhaszobrok előtti leborulással. Katarzisszerű megvilágosodást képzeltek, amely által egy pillanat alatt megváltozik a gyakorló világnézete. A csanban nem volt szükség a vallás intellektuális elemzésére, ugyanis úgy tartották, hogy az csupán megmerevíti az elmét, amely azután nem lesz képes nyitott maradni.[92]

A ma is aktív iskolák nevei vastaggal vannak szedve.

## Kínai buddhista művészet

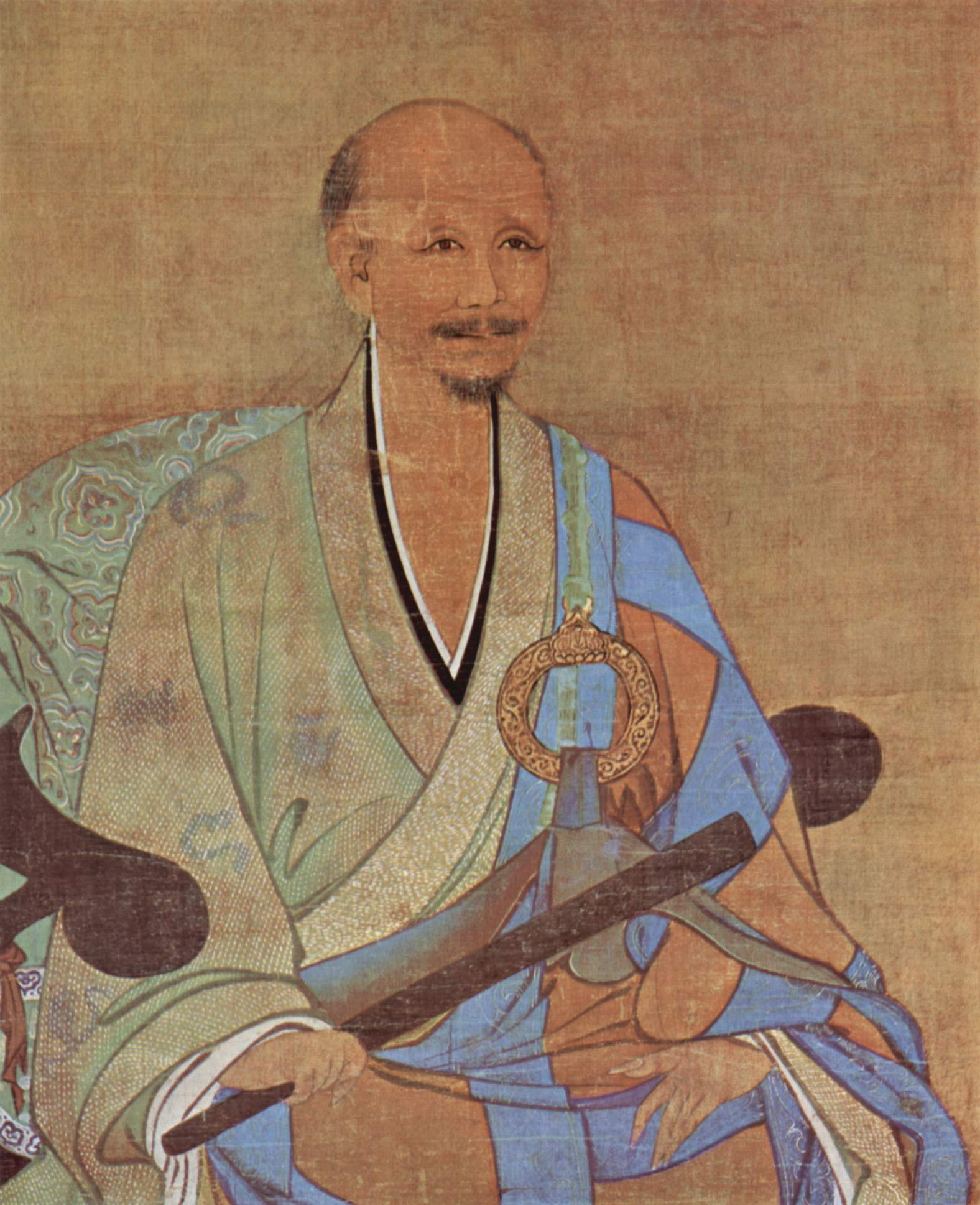
Kínai zen buddhista portréja (Vu-csun Si-fan (Wuzhun Shifan)), 1238-ban készült festmény, Szung (Song)-dinasztia

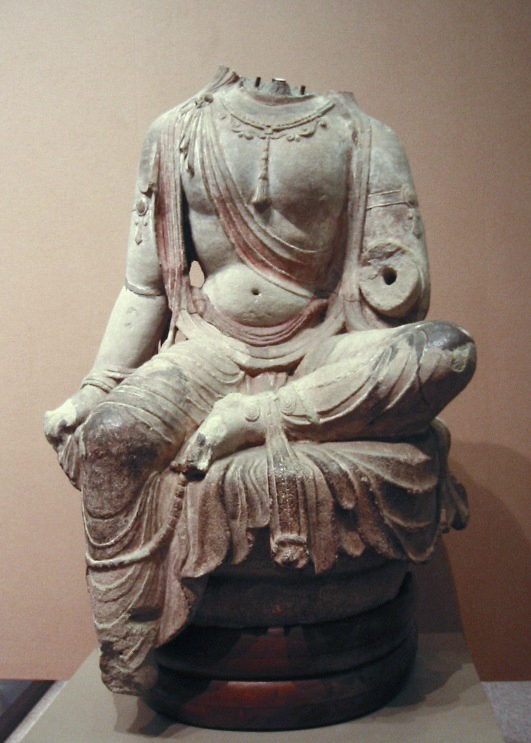
Tang-kori bódhiszattva

Az 1. század körül Kínába érkező buddhizmus főleg a szobrászatban jelentett hatalmas változásokat a művészetben. Az 5–6. századra az északi-dinasztiák kifejlesztettek egy erősen szimbolikus és absztrakt megjelenítési módot, amelyre a sematikus ábrázolás volt a jellemző, és amely ünnepélyes volt és magasztos, viszont nem volt valósághű és egészen eltávolodott attól a buddhista szándéktól, hogy realisztikusan ábrázolja a megvilágosodás tiszta ideáját. Végül egyre naturalistább és valósághűbb kifejezési formákat vett fel. Így fejlődött ki a Tang-kor buddhista művészete. A Szuj (Sui)-dinasztia alatti átalakulás folytatásaként a Tang-dinasztia buddhista szobrászatában sokkal életszerűbb volt az ábrázolásmód. Megjelentek a klasszikus indiai és gandhárai formák, ugyanis a dinasztia nyitott volt a külföldi hatások felé. Fontos buddhista központtá vált Csangan (Chang'an) (mai Hszian (Xi'an)), ami egyben a dinasztia fővárosa is volt. Innen terjedt tovább a buddhizmus Koreába és Japánba. A dinasztia vége felé azonban Kínában egyre negatívabban tekintettek az idegen hatásokra, és 845-ben a tang uralkodó (Vu Cung (Wuzong)) betiltotta az „idegen” vallásokat (köztük a keresztény nesztorianizmust, a zoroasztrizmust és a buddhizmust) annak érdekében, hogy erőteljesen támogassa a hagyományos taoizmust. Elkobozta a buddhista tulajdonokat és földalatti mozgalmakba űzte a gyakorlókat, amellyel jelentősen befolyásolta a vallás fejlődését és a kínai művészetet egyaránt. Ennek ellenére évszázadokon át tovább virágzott a kínai csan (chan) buddhizmus – később ebből alakult ki a japán zen – főleg a Szung (Song)-dinasztia (960–1279) alatt, amikor a csan (chan) kolostorok hatalmas kulturális és oktatási központok voltak.
A csan (chan) szerzetesek korai festményei többnyire elkerülték a kung-pi (gongbi) („míves ecset”) festészet aprólékos realizmusát, és inkább az egyszínű stílust részesítették előnyben, ami a megvilágosodás hatását volt hivatott kifejezni. A 12. században, Csu Hszi (Zhu Xi) idején teret hódító neokonfucianizmus hatására rengeteg kritikát kaptak a szerzetesek festményei. A közízlés számára ezek a festmények teljesen közömbössé váltak, ahogy a csan (chan) buddhizmus veszített népszerűségéből. Néhány festmény fennmaradt ugyan, amelyeket a zen szerzetesek elszállítottak Japánba, azonban a csan (chan) buddhizmus erőteljes hanyatlásnak indult.
A Csing (Qing)-dinasztia idején a mandzsu uralkodók támogatták a buddhizmus gyakorlását politikai és személyes okokból egyaránt. Sun-cse (Shunzhi) uralkodó elkötelezett csan (chan) buddhista volt, míg az őt követő Kang-hszi (Kangxi) uralkodó a tibeti buddhizmust támogatta, és azt állította, hogy ő Mandzsusrí bodhiszattva egyik megtestesülése. Azonban a buddhista művészet csak a dinasztia harmadik uralkodójának, Csien-lung (Qianlong)nak az idején érte el az időszak legmagasabb uralkodói támogatottságát. Rengeteg vallásos művet rendelt tibeti stílusban, amelyek közül több is álruhában ábrázolja őt, rejtélyes szentként. Az ebben az időszakban készült művészeti alkotásokat a tibeti és a kínai művészeti megközelítések egyedi ötvözete jellemzi.
Csien-lung (Qianlong) kínai császár több nagyszabású építési projektbe kezdett. 1744-ben újra felavatta a pekingi Jungho (Yunghe)-templomot tibeti buddhista kolostorként és számos vallásos festményt, szobrot, textíliát és vésett táblát ajándékozott a templom számára. A császár másik projektjeként átadott Hszü-mi Fu-sou (Xumi Fushou) templom és a benne található műtárgyak ötvözik a tibeti és mandzsu művészeti stílusokat. Csien-lung (Qianlong) 1795-ös lemondása után a tibeti buddhizmus népszerűsége lecsökkent. Úgy tartották, hogy a Csing (Qing) udvar azért támogatta a tibeti buddhizmust, hogy politikai kapcsolatokat építsen ki a mandzsu, mongol és tibeti közösségekkel. Ezt az elméletet az elmúlt időszakban cáfolták akadémiai körökben.

## Kínai buddhista építészet
A sziklába vájt építészethez tartozó Lungmen és a Jünkang-barlangok az 5. századtól kezdve készültek, amikor az északi Vej-dinasztia a mai Tatungból Lojangba tette át a székhelyét, s Hsziao-ti császár itt sem akarta nélkülözni megszokott templomait.
A Mokao-barlangok szikla anyaga sokkal puhább kavicsszerkezetű, amely sem a szobrászathoz, sem a finom építészeti díszítésekhez nem megfelelő. A korai készítésű barlangoknál az indiai Adzsantai barlangtemplomoknál is látható korai buddhista sziklavágású csaitja stílust használtak, a szobrok fülkékbe kerültek és a középső oszlop négyszögletes alapú, amely a sztúpát jelképezi, amelyet a gyakorlók körbejárhatnak és érdemeket gyűjthetnek. Más barlangok terembarlangokra emlékeztetnek, amelyek a hagyományos kínai és buddhista templomépítészet sajátosságai. Ezek mennyezete lehet csonka piramis, amelyek festését úgy alakították ki, hogy egy sátorra emlékeztessen. A mennyezet lehet lapos vagy nyerges is, amely a hagyományos épületekre emlékeztet. Néhány meditációra használt barlang az indiai vihárákra (kolostor) barlangok alaprajzára emlékeztet, amelyeknek vannak oldalsó kamrái, amelyek éppen csak akkorák, hogy egy ember leülhessen bennük. Számos barlanghoz építettek fa tornácot vagy sziklából faragott előtemplomot, ezek többsége azonban elenyészett vagy lerombolódott más módokon. Csupán öt maradt meg ezek közül, amelyek közül a két legrégebbi kitűnő példányait képezik a Szong-dinasztia fa építészetének. A buddhista barlangszobrászat a Tang-dinasztia uralmának a végével szűnt meg.
A konfuciánus, taoista és buddhista templom építészeti kialakítása nagyon hasonlatos, mind az alaprajzuk, mind a felépítményük szinte megegyezik, és a világi épületektől sem tér el jelentősen. A kínai buddhista építészetben a legismertebb építménytípus a pagoda (kínai: ta). A világmindenséget szimbolizáló magas, toronyszerű, emeletekre tagolódó ereklyetartó négyzet vagy sokszög alaprajzú, emeleteinek alapterülete felfelé haladva csökken. Felépítésében a Han-kor őrtornyainak építészeti megoldásait követte. Egyesek úgy tartják, hogy az indiai sztúpa építménye alakult át a kínai pagodatornyok emeletes tagolásává. Az egyik ma is álló legjelentősebb pagoda a Hszianban található Óriás vadlúd pagoda, illetve a szomszédságában álló kis pagoda. A nagy pagoda hétszintes és 65 méter magas. A 652-ben emelt épületben helyezték el Hszüan-cang szerzetes Indiából hozott értékes szútráit. A pagoda mellett virágzó kolostor működött, melyet aktív fordító tevékenység jellemzett.

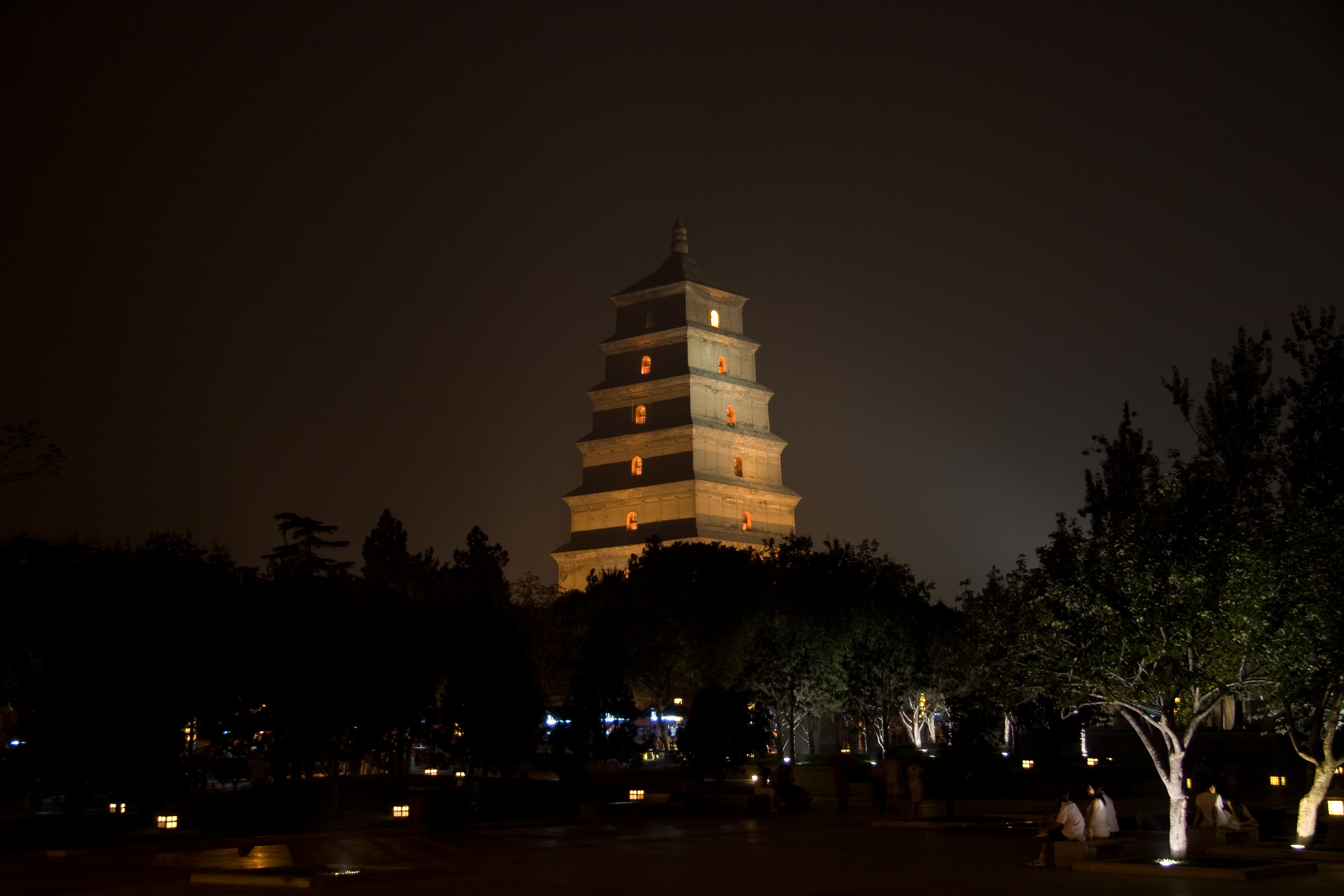
Az Óriás vadlúd pagoda, Hszian, Sanhszi tartomány
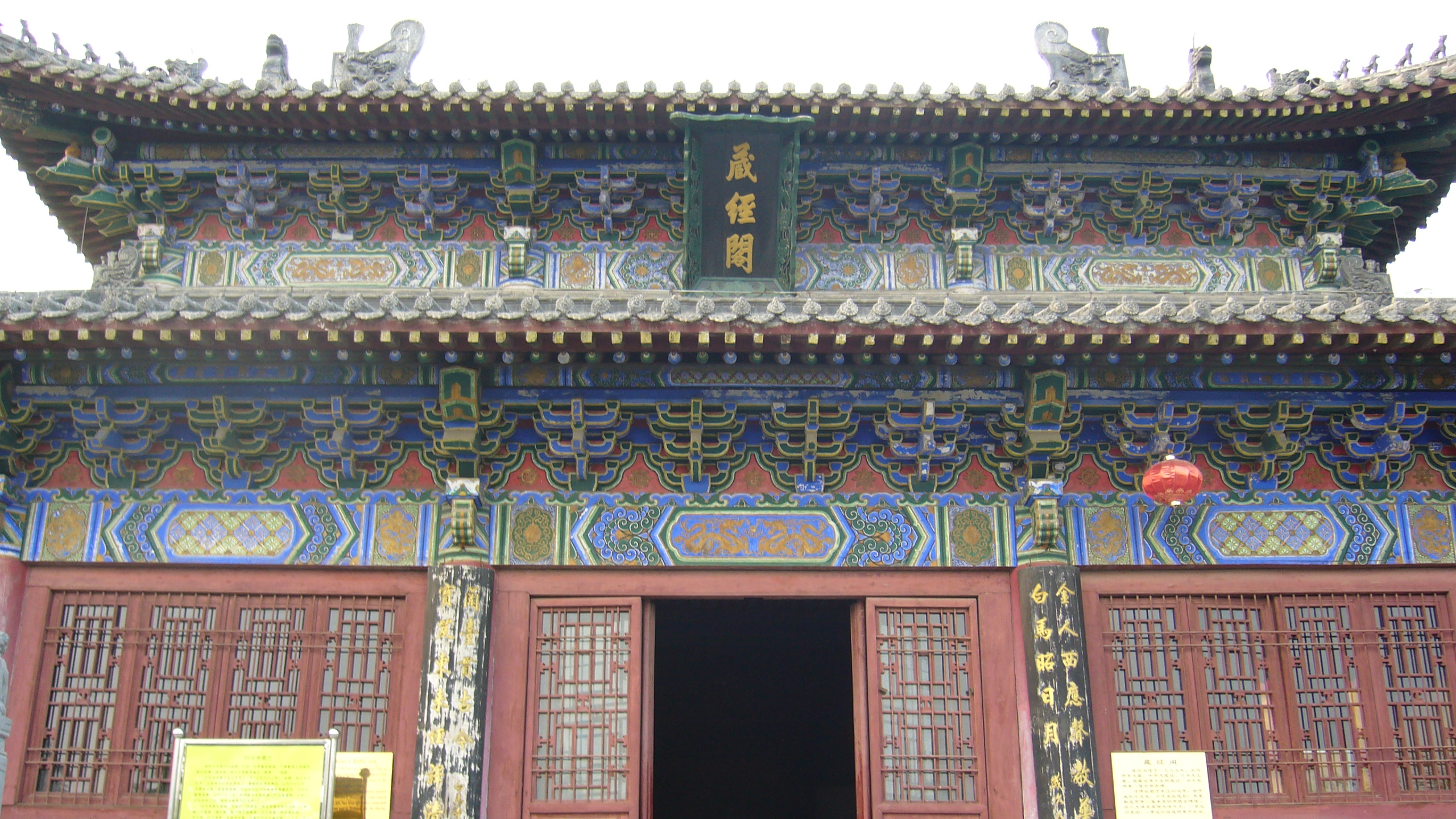
A Fehér Ló templom
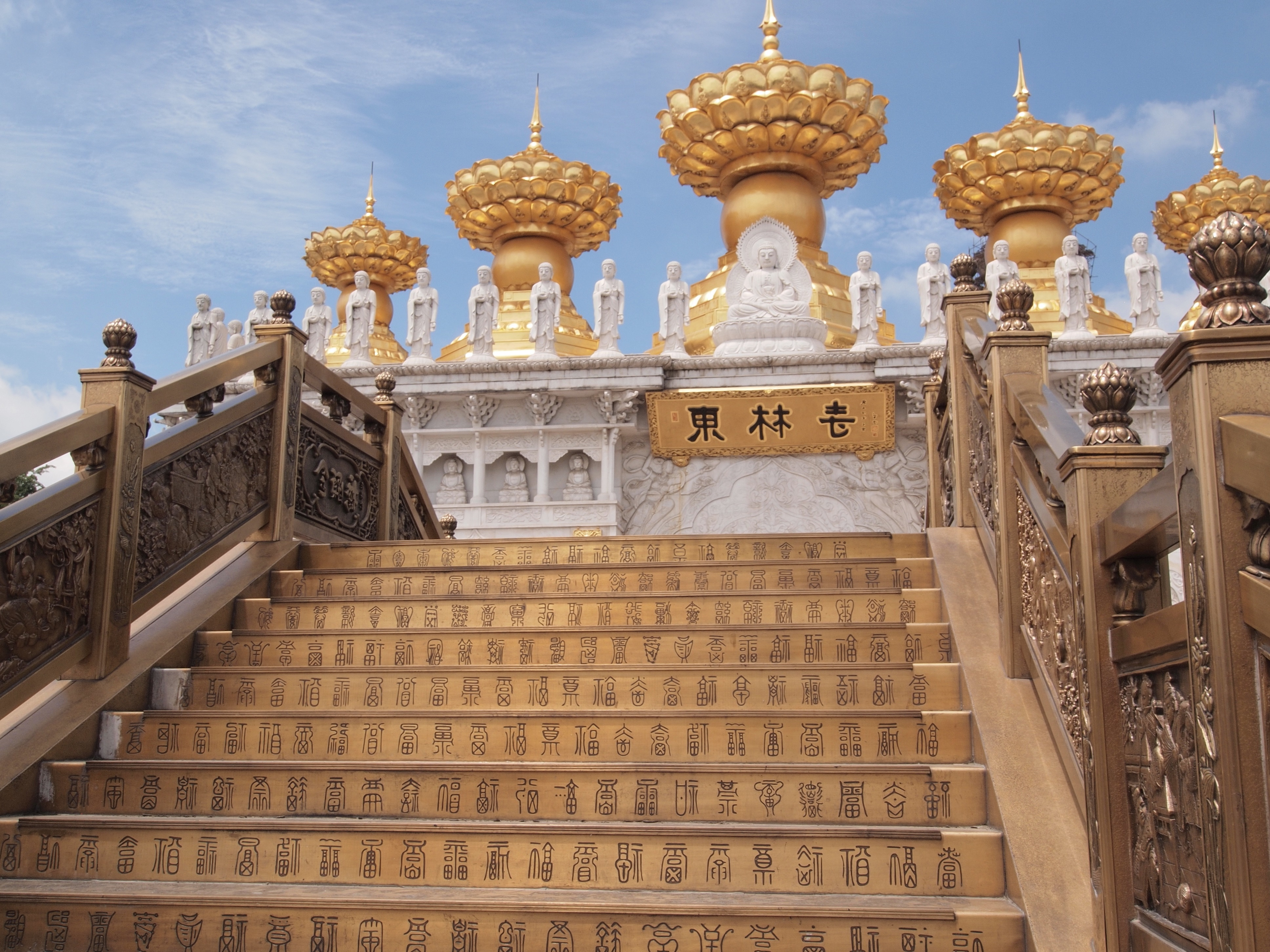
A Tunglin templom - Sanghaj
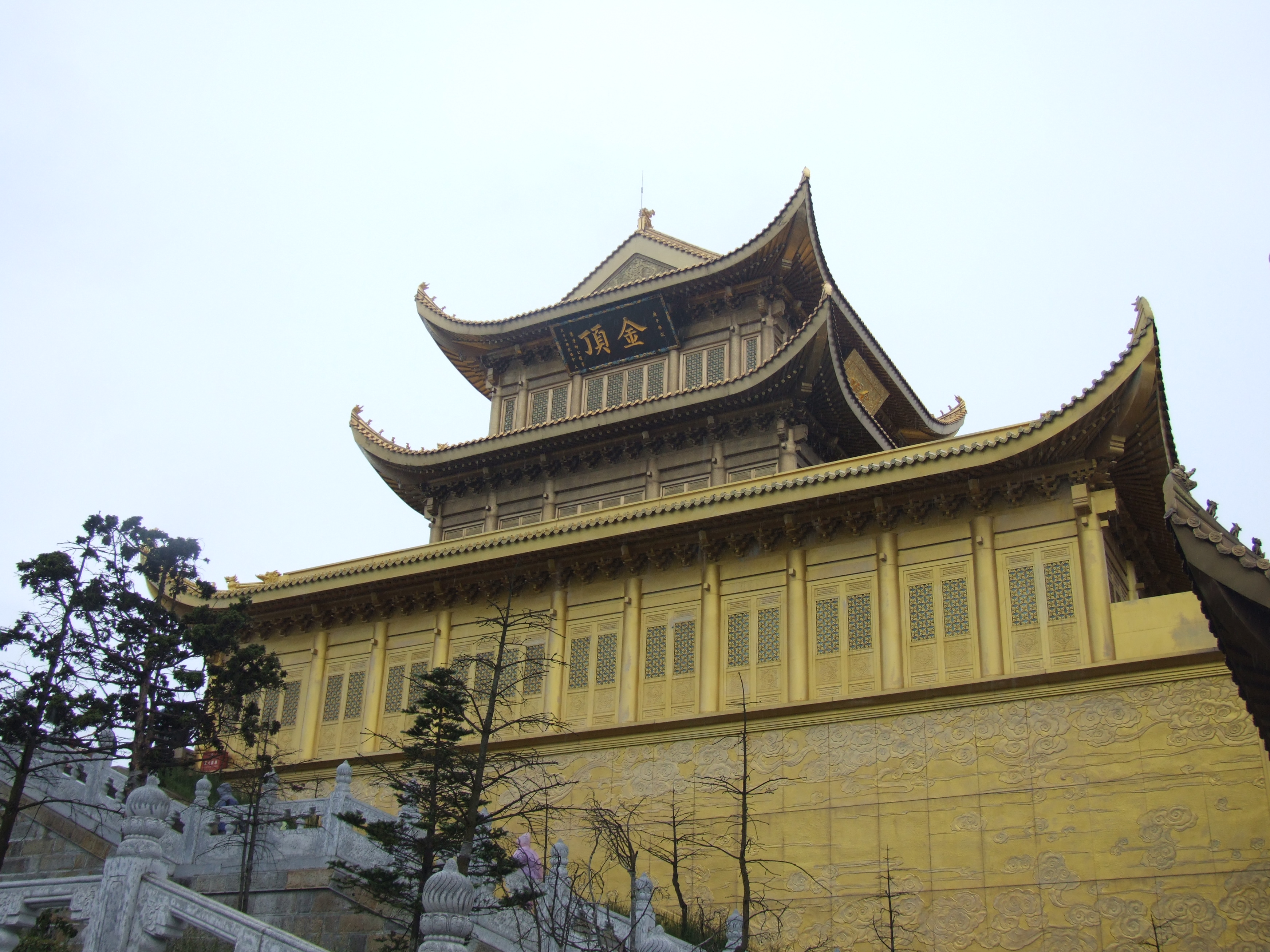
Az Arany templom az Emej-hegyen, Szecsuan tartomány
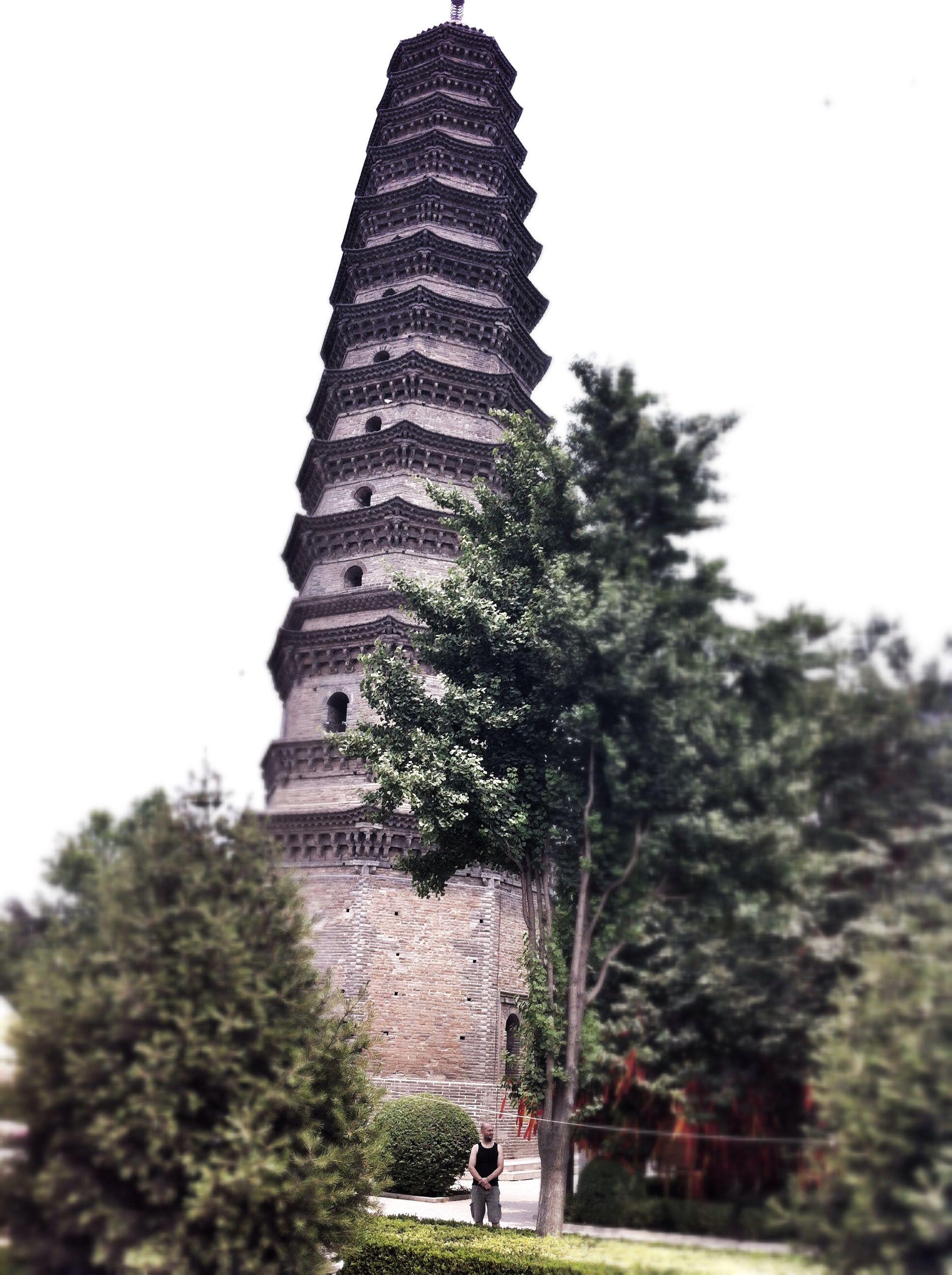
A Paohsziang-templom pagodája.
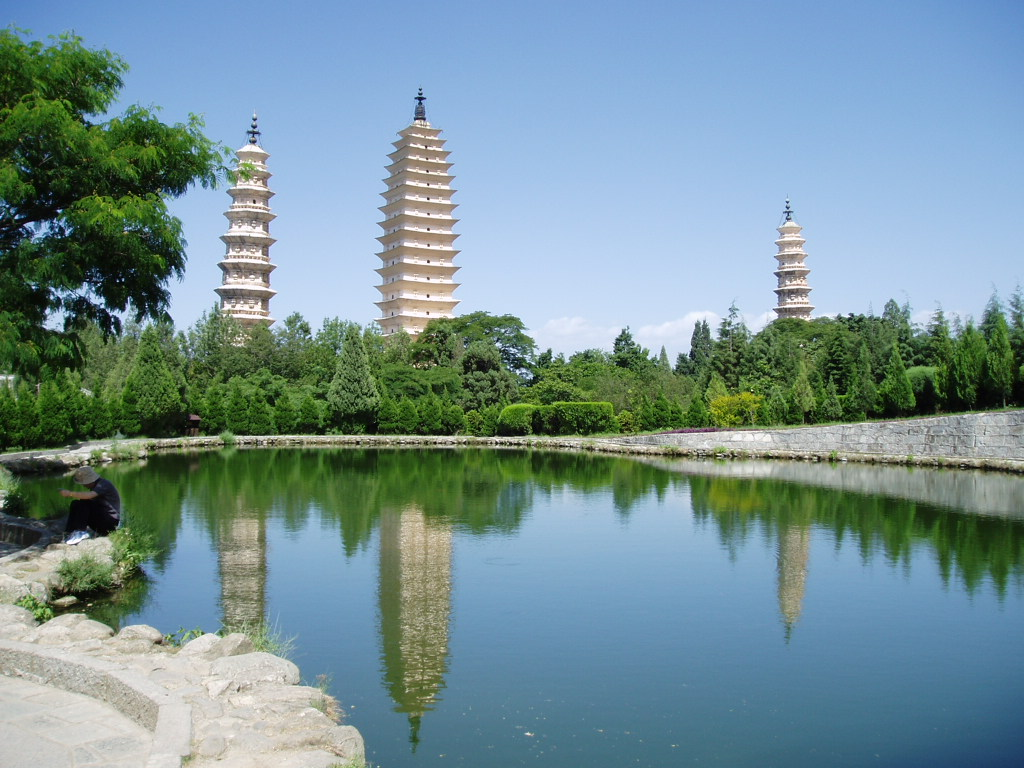
A Három pagoda Dali városában, Jünnan

## A buddhizmus hatása a kínai nyelvre és az irodalomra

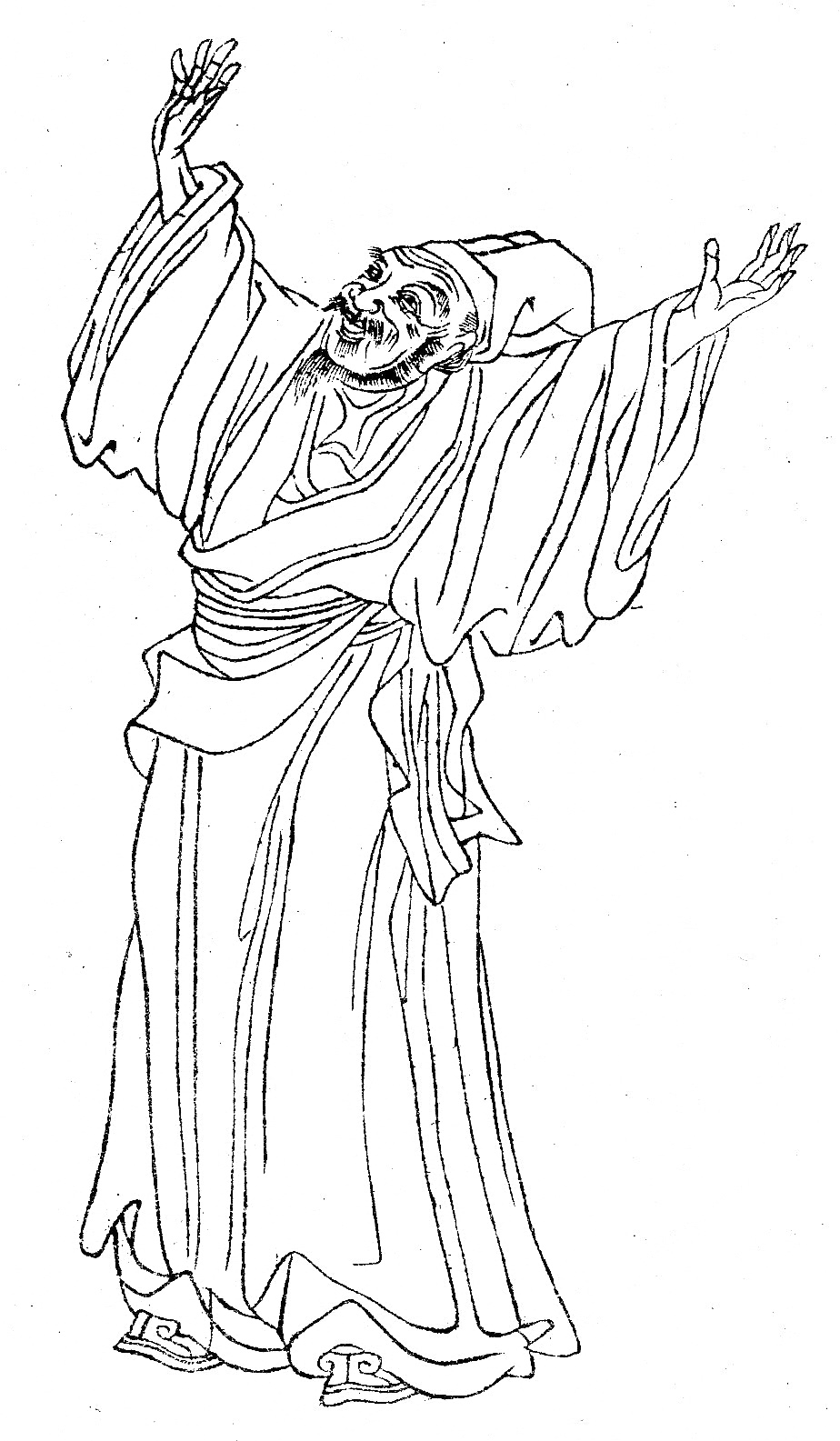
Liu Cung-jüan (Liu Zongyuan) portréja az 1921-es kiadású Van hsziao tang - Csu csuang - Hua csuan (Wan hsiao tang-Chu chuang -Hua chuan) című könyvben

A kínai buddhizmus történetében a kezdetektől fogva hatalmas mennyiségű szöveget fordítottak le kínai nyelvre. A közel ezer évig tartó folyamat során a sok szöveg a kínai irodalom részévé vált, amely jelentős hatással volt magára a kínai nyelvre is, ugyanis új ideákat és gondolatrendszereket közvetített. A fordítók által létrehozott új szavak közül több bekerült a hétköznapi nyelvbe is. Vang Li (Wang Li) 王力 kínai nyelvész szerint a buddhista kifejezések jelentősen hozzájárultak a kínai szókincshez. Ezek közül ma már sokról nem is tudják a kínaiak, hogy azok eredetileg buddhista irodalomból valók. A következő példákat említi: Az ősi Kínában a világ szó úgy hangzott, hogy „tin-hszia (tianxia)” (天下). A ma használatos „si-csie (shijie)” (世界) kifejezés buddhista irodalomból származik, amelynek első tagja „időt”, a második „teret” jelent. A „hsziang zsu fej fej (xiang ru fei fei)” (想入非非) eredeti jelentése „a legmagasabb mennyországra gondolni” (szó szerint: sem gondolat, sem nem-gondolat), ma azonban arra használják, hogyha valakinek a „gondolkodása nem valóságszerű”. A „szi ta csie kong (Si da jie kong)” (四大皆空) eredeti jelentése az, hogy „a négy elemből álló fizikai test üres”, de már azt jelenti, hogy „minden üres”.
Az új gondolkodásmóddal új irodalmi formák is születtek, mint például a népszerű regény (bian-ven (Bianwen), 變文 ), a vallásos regény (bao-csuan (Baojuan), 寶卷), a dalszöveg (tan-ci (Tanci), 彈詞) stb. Fang Li-tian (Fang Litian) kínai buddhista tudós szerint a buddhista szövegek hatással voltak a kínai irodalmi stílusra és a témákra egyaránt. A korai kínai irodalom, mint például a Dalok könyve (Si-csing (Shijing), 詩經), az emberek és az események leírására helyezi a hangsúlyt. A Csuang-ce (Zhuangzi) alapvetően történetekkel, tanmesékkel, hasonlatokkal és metaforákkal fejezi ki mondanivalóját. A Han óda témája a hegyek és a folyók leírása. A buddhizmus azonban a dolgok mulandóságát hirdeti, illetve azt, hogy a változás az egyetemes valóság része. Ennek eredményeként a Tang-dinasztia korától kezdve az írók kritikusan szóltak a világról és az emberi életről a kauzalitás elmélete miatt, éltették a jót és megvetették a rosszat. A buddhizmus előtt a kínai irodalomban az aktualitás kapott fő szerepet, és hiányzott belőle az időn és téren túlmutató kreatív gondolkodás. Amíg a halhatatlan taoisták képzelőereje visszafogott, addig a buddhista ideák határtalanul száguldanak időn és téren át. A buddhista szövegekben 18 pokolról, 33 mennyországról, háromezer „csilikozmosz”ról és világegyetemnyi korokról (kalpa) írnak. Olyan hatalmas számokról számolnak be, mint „ahány homokszem van a Gangeszben”, végtelen és vég nélküliről mennyiségekről írnak. A térben és időben kifejezett hatalmas volumenek okozta különleges érzet hatással volt a kínai romantikus irodalomra is.
A buddhizmus általi jövevényszavak között szerepelnek a fentebb említett újítások, de akadnak átbetűzések (mint például a „dhjána” (meditáció) helyett „csan (chan)”, a „sztúpa” vagy „pagoda” helyett „ta”, az „arhat” helyett „louhan”, a „nirvána” helyett „nianpan” 涅槃) és jelentésfordítások („tathágata” helyett „zsu-laj (Rulai)”, „szanszára” helyett „lun-huj (lunhui)” stb.) is. Ezek az új szavak gazdagították a kínai nyelvet. Emellett az idegen nyelvű fordításokkal megnőtt az egyébként főleg egy szótagú nyelvben a kettő vagy több szótagú szavak mennyisége. A hagyományos kínai irodalomban kizárólag az irodalmi nyelvet használták. A buddhizmus megjelenésével a vernakuláris nyelv is szükségszerűen bekerült az irodalmi művekbe, ugyanis eleve nehéz volt megérteni az új ideákat és koncepciókat, viszont mindezt kínai irodalmi nyelvre átültetni kifejezetten bonyolult lett volna.
A költészetben is újításokra kényszerültek a fordítók, akik szerették volna visszaadni a szanszkrit költészeti hatásokat. Ennek érdekében Sen Jüe (Shen Yue) és követői feltalálták a tonális prozódiát, hogy kínaiul elérhessék ugyanazt a kellemes hangzást, mint a szanszkrit időmértékes verselésben. Amikor a Tang-dinasztia korában külön iskolává erősödött, a csan is hatással volt a kínai költészetre. A költők is gyakran tanulmányozták a csan tanításokat és csan meditációt végeztek. Az ún. „csan költeményeikben” a költők saját vallásos élményeiket írták meg. Közülük a legjelentősebb költő Vang Vej (Wang Wei) (701–761 vagy 689–759) volt, aki egyben festő és zenész is volt. A tang kor másik jelentős költője Liu Cung-jüan (Liu Zongyuan), akire nagy hatással volt a buddhizmus. A Szung-dinasztia idején további költők írtak csan buddhista témában, mint például Szu Si (Su Shi) vagy Lu Jou (Lu You). Ez folytatódott a Ming- és a Csing-dinasztiákon át egészen máig.

## Buddhista szent hegyek Kínában

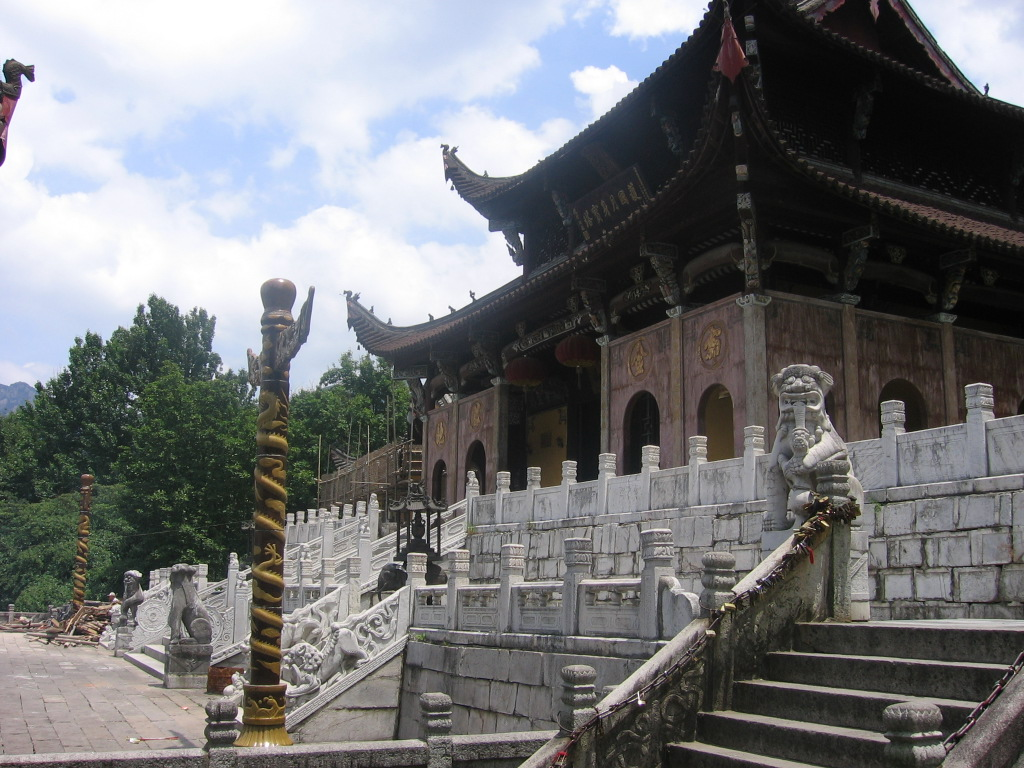
A Zsou-sen (Roushen) templom a Csiu-hua-hegyen

A kínai buddhizmusban négy hegyre tekintenek szent helyként:
- Csiu-hua (Jiuhua)-hegy – Anhuj tartomány – Ksitigarbha bódhiszattva szent helye
- Emej (Emei)-hegy – Szecsuan tartomány – Pu-hszian (Puxian) bódhiszattva szent helye
- Putuo-hegy – Csöcsiang tartomány – Kuan Jin bódhiszattva szent helye
- Vutaj (Wutai)-hegy – Sanhszi tartomány – Vensu bódhiszattva szent helye

A legendák szerint ez a négy hegy Vensu (Wenshu), Pu-hszian (Puxian), Kuan-jin (Guanyin) és Ti-cang (Dizang) bódhiszattvák megvilágosodási helyszíneinek (bódhimanda) felel meg. A kínai buddhisták számára híresek a szent hegyek buddhista könyvtáraiban található ritka könyvek, a kulturális antik tárgyak, az épületek és az egyéb építmények építészeti emlékei, valamint a környező tájak szépsége. A Vutaj (Wutai)-hegyen (kínai: 五台山, „Öt pódium hegy”, Sanhszi tartomány, 3058 m) található a bölcsesség bódhiszattvája, Mandzsusrí, amely kínaiul Vensu (hagyományos: 文殊). Az Emej (Emei)-hegy (kínai: 峨嵋山, „Magas és fennkölt hegy”, Szecsuan tartomány, 3099 m) védőistensége Szamantabhadra, akinek a kínai elnevezése Pu-hszian (Puxian) (普贤菩萨). A Csiu-hua (Jiuhua)-hegy (kínai: 九华山, „Kilenc dicsőség hegy”, Anhuj tartomány, 1341 m) több ereklyéje és temploma is Ksitigarbha (kínaiul Ti-cang (Dìzàng) (地藏), japánul Dzsizó) bódhiszattva, aki a pokollakók védelmezője. A Putuo-hegy (kínai: 普陀山, „Potalaka-hegy", Csöcsiang tartomány, 284 m) Avalókitésvara (Kuan Jin), az együttérzés bódhiszattvájának a szent hegye.

## Világi emberek a kínai buddhizmusban

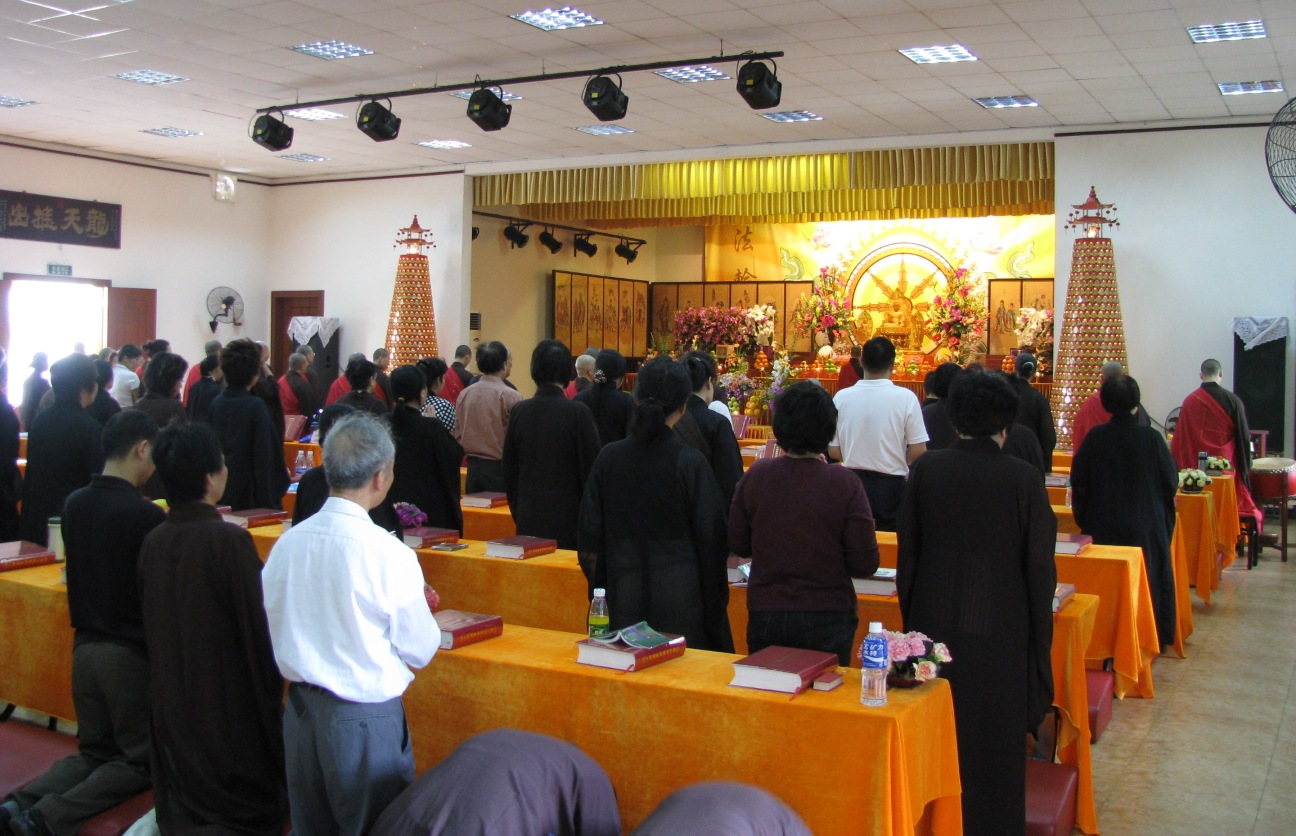
Világi buddhista gyülekezet a Hat banánfa templomban Kuangcsou városban, Kuangtung

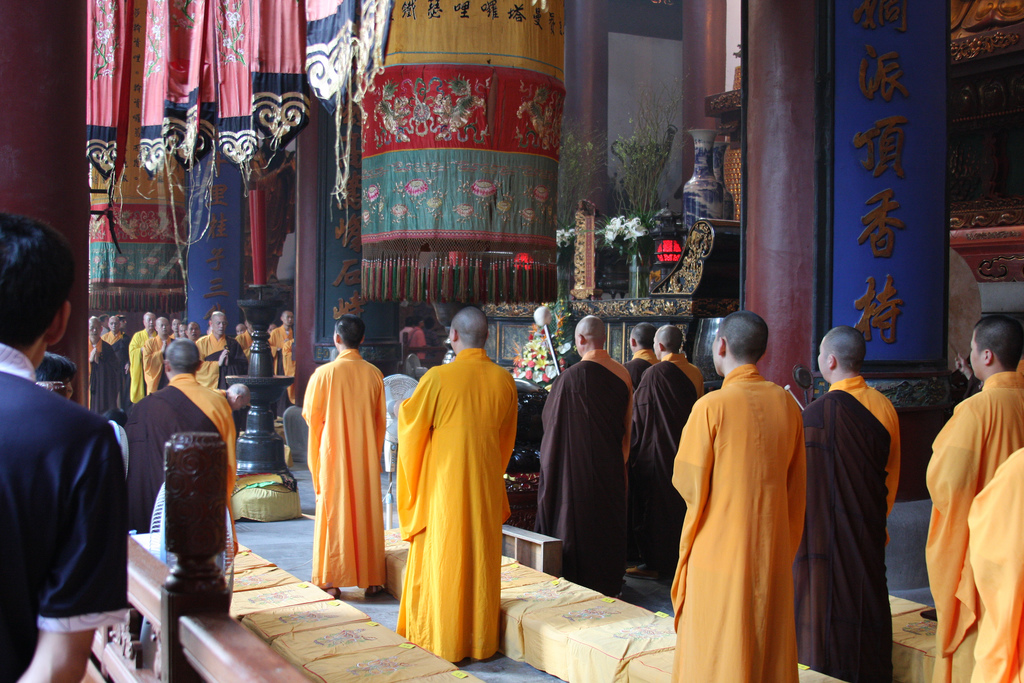
Hagyományos buddhista szertartás Hangcsou városban, Csöcsiang tartomány, Kína

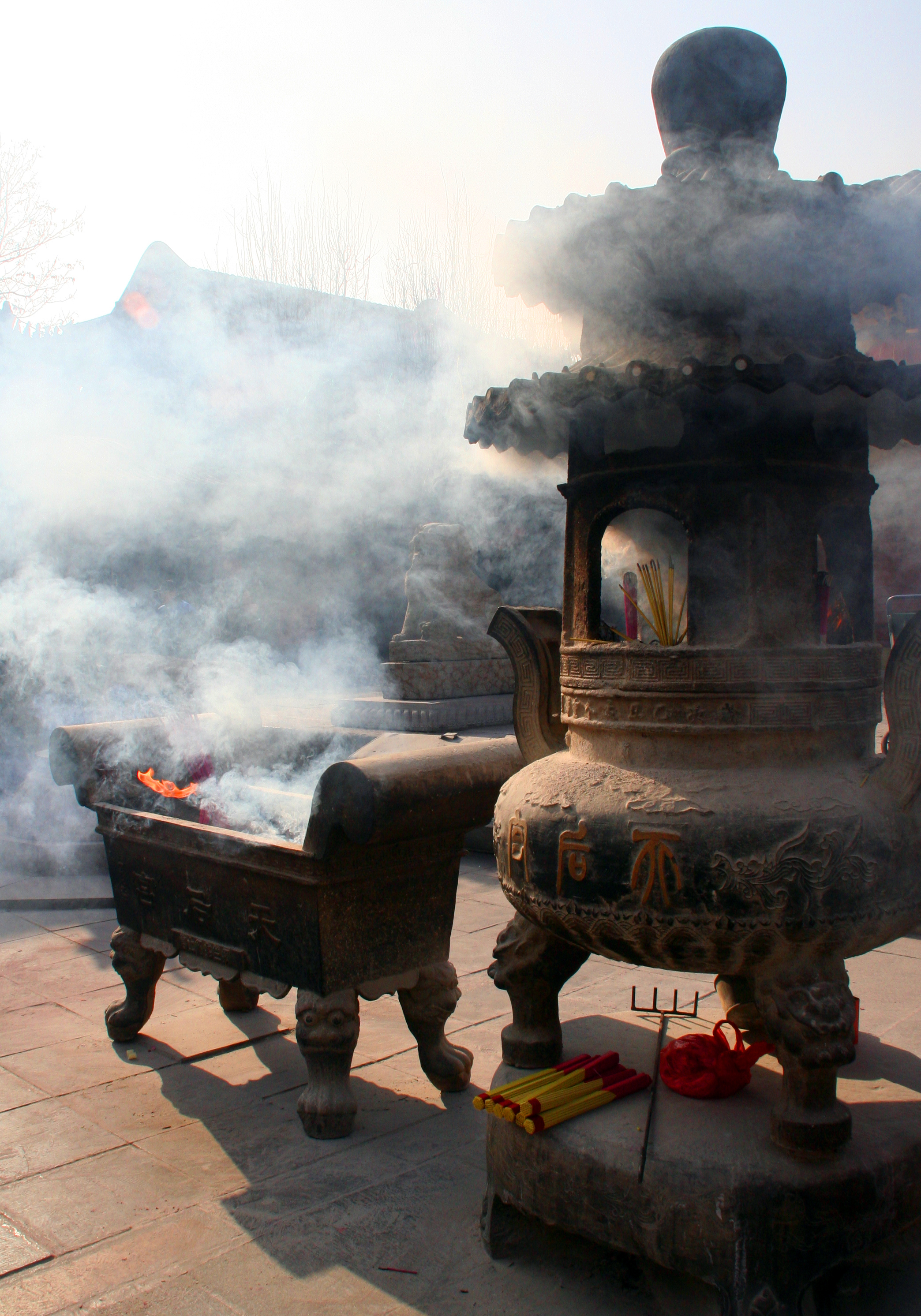
Tipikus tömjénégető Kínában

A kínai buddhizmusban a világi gyakorlók hagyományosan fontos szerepet játszottak, akik mindig is a kínai buddhista egyház embereihez hasonló gyakorlatokat folytatnak. Rengeteg történelmi életrajz áll rendelkezésre világi buddhistáktól, amelyből ismertek a gyakorlataik és a kínai buddhizmusban elfoglalt jelentős szerepük. Ezen felül rendelkezésre állnak jezsuita szerzetesek elbeszélései is, mint például Matteo Ricci-é, amelyből fény derül arra, hogy mennyire szivárgott be a buddhizmus a kínai elit és a kultúra berkeibe.
A meditáció, a mantraszavalás, az Amitábha Buddha tudatosság, az aszkézis és a vegetarianizmus gyakorlatai mind beépültek a hétköznapi emberek hitrendszerébe. A Ming-dinasztia korából való elbeszélésekből ismert, hogy a világi gyakorlók gyakran folytak bele Tiszta Föld és csan buddhista gyakorlatokba egyaránt és a buddhista szútrákat is tanulmányozták. A Szív szútra és a Gyémánt szútra volt a két legnépszerűbb, amelyet a Lótusz szútra és az Avatamszaka-szútra követett. A világi hívek gyakran kötelezték el magukat a mantrák szavalására, amelyek közül a Nílakantha dháraní és a Cundí Dháraní voltak a legnépszerűbbek. Robert Gimello megfigyelése alapján a kínai buddhista közösségekben a cundi ezoterikus gyakorlatai mind a köznép és az elit számára kedves volt. Nagyra tartották és széles körben ismerték Avalókitésvara és Ksitigarbha bodhiszattvákat, valamint Amitábha Buddha és a Gyógyító Buddha mahájána alakjait. A kínai társadalom minden szintjén elfogadott volt a karma és az újraszületés, és mind az egyházi, mind a világi emberek egyaránt elzarándokoltak az ismert buddhista kolostorokba és a kínai négy szent hegyhez.

### Fesztiválok és ünnepnapok

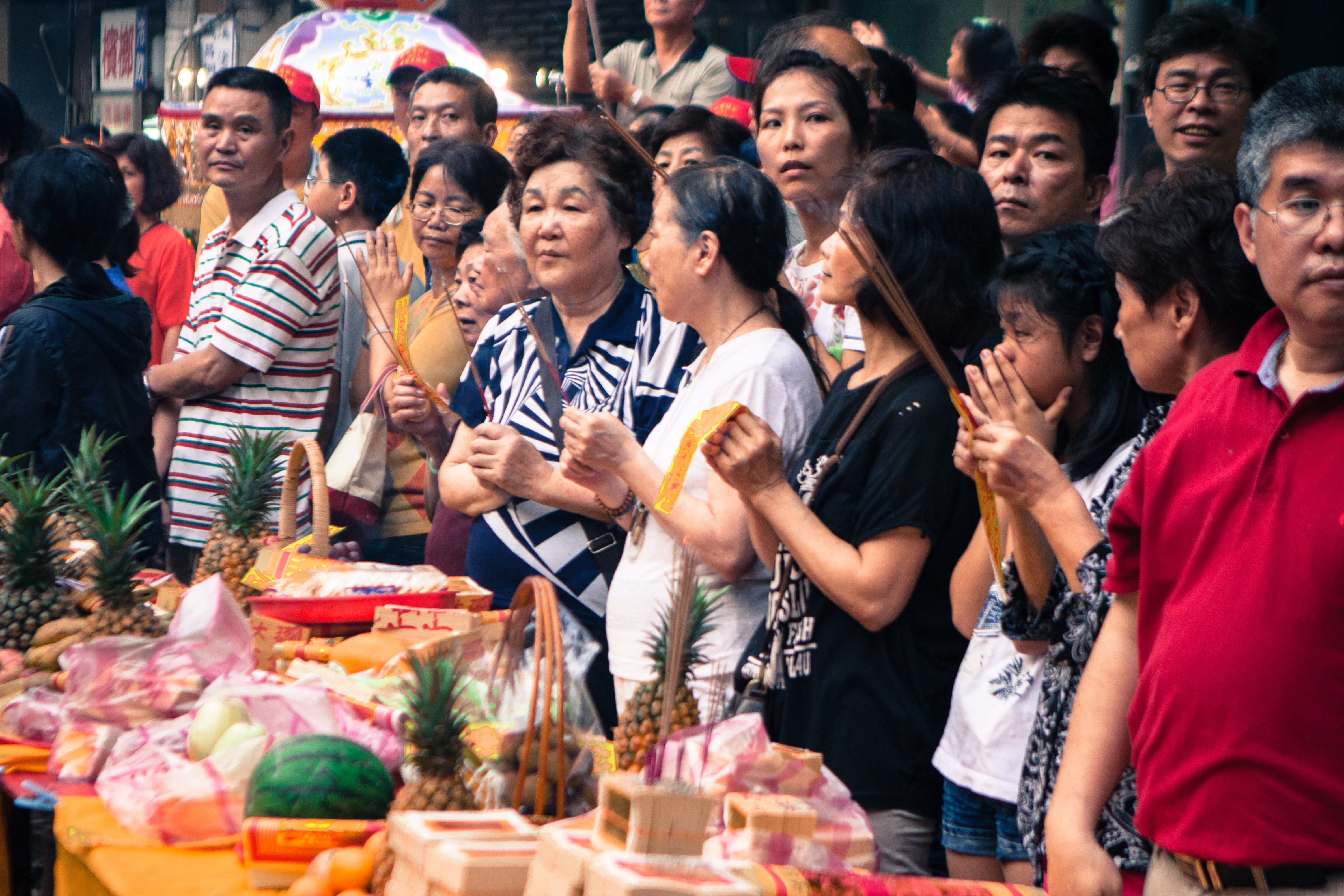
Buddhista ünneplők Tajvanban

A kínai buddhisták bizonyos ünnepnapokon felajánlásokat tesznek, imádkoznak, tömjént, gyümölcsöt, virágot és adományokat visznek a buddhista templomokba. Ezeken az ünnepnapokon igyekeznek komolyan betartani a buddhista fogadalmakat, köztük – az eredetileg kínai eredetű – egész napon át tartó vegetáriánus étrendet.
A következő dátumok a kínai naptár rendszere szerint értendők, így például a 4.8 jelentése a kínai naptár negyedik hónapjának nyolcadik napja és így tovább:
- 1.1 – Maitréja Buddha születésnapja (Maitréja a Sákjamuni Buddhát követő jövőbeli buddha)
- 1.9 – A dévák ura, Sakra születésnapja
- 2.8 – Sákjamuni Buddha önmegtartóztatási napja
- 2.15 – Sákjamuni Buddha Maháparinirvána (halála) napja
- 2.19 – Avalókitésvara bódhiszattva (Kuanjin) születésnapja
- 2.21 – Szamantabhadra bódhiszattva születésnapja
- 4.4 – Mandzsusrí bodhiszattva születésnapja
- 4.8 – Sákjamuni Buddha születésnapja
- 4.15 – Vészák ünnepség, amelynek kínaiul különböző elnevezései vannak (pl: Fo Tan (Fo Dan) 佛誕, Yu-fo csie (YuFo jie) 浴佛節, Vej-szaj csie (Weisai jie) 衛塞節)
- 5.13 – Szangharama (Csie Lan (Jie Lan)) bodhiszattva születésnapja
- 6.3 – Szkanda (Vej Tuo (Wei Duo)) születésnapja
- 6.19 – Avalókitésvara bodhiszattva megvilágosodásának napja
- 7.13 – Mahászthámaprápta bodhiszattva születésnapja
- 7.15 – Ullambana fesztivál Szellemfesztivál
- 7.24 – Nágárdzsuna bodhiszattva születésnapja
- 7.30 – Ksitigarbha bodhiszattva születésnapja
- 8.22 – Dípankara Buddha (múltbéli buddha) születésnapja
- 9.19 – Avalókitésvara önmegtartóztatási napja
- 9.30 – Bhaisadzsjaguru Buddha (Gyógyító buddha) születésnapja
- 10.5 – Bódhidharma halálának évfordulója
- 11.17 – Amitábha Buddha születésnapja
- 12.8 – Sákjamuni Buddha megvilágosodásának napja

### Története
- Broughton, Jeffrey L. – The Bodhidharma Anthology: The Earliest Records of Zen, 1999, Berkeley, University of California Press, ISBN 0-520-21972-4
- Chen, Kenneth Kuan Sheng. Buddhism in China: A historical survey. Princeton, N.J., Princeton University Press, 1964.
- Dumoulin, Heinrich – Zen Buddhism: A History, 2005, Bloomington, IN, World Wisdom, 1. kötet: India and China, ISBN 0-941532-89-5
- Han Yu. Sources of Chinese Tradition. c. 800.
- Hodus, Lewis – Buddhism and Buddhists in China, 1923
- Kambe, Tstuomu – Bodhidharma. A collection of stories from Chinese literature
- Nan Huai-Chin (ford: J.C. Cleary) – Basic Buddhism: Exploring Buddhism and Zen, 1998, Red Wheel Weiser
- Nan Huai-Chin (ford: Thomas Cleary) – The Story of Chinese Zen, 1995, Charles E. Tuttle Company
- Saunders, Kenneth J. (1923). "Buddhism in China: A Historical Sketch", The Journal of Religion, Vol. 3.2, pp. 157–169; Vol. 3.3, pp. 256–275.
- Tansen Sen – Buddhism, Diplomacy, and Trade: The realignment of Sino-Indian Relations, 600-1400, 2003, Association for Asian Studies & University of Hawai'i Press
- Shinko Mochizuki, Leo M. Pruden, Trans. (1999). Pure Land Buddhism in China: A Doctrinal History, Chapter 1: A General Survey. In: Pacific World Journal, Third Series, Number 1, 91-103. Archived from the original
- Shinko Mochizuki, Leo M. Pruden, Trans. (2001). Pure Land Buddhism in China: A Doctrinal History, Chapter 2: The Earliest Period; Chapter 3: Hui-yuan of Mt.Lu; and Chapter 4: The Translation of Texts-Spurious Scriptures. In: Pacific World Journal, Third Series, Number 3, 241-275. Archived from the original
- Shinko Mochizuki, Leo M. Pruden, Trans. (2002). Pure Land Buddhism in China: A Doctrinal History, Chapter Five: The Early Pure Land Faith: Southern China, and Chapter Six: The Early Pure Land Faith: Northern China. In: Pacific World Journal, Third Series, Number 4, 259-279. Archived from the original
- Shinko Mochizuki, Leo M. Pruden, Trans. (2000). Pure Land Buddhism in China: A Doctrinal History, Chapter 7: T'an-luan. In: Pacific World Journal, Third Series, Number 2, 149-165. Archived from the original
- Yang, Fenggang Wei – The Bailin Buddhist Temple: Thriving Under Communism,  Archiválva 2016. április 15-i dátummal a Wayback Machine-ben
- Zhu, Caifang – Buddhism in China Today: The Example of the Bai Lin Chan Monastery. Perspectives, 4. kötet, 2., 2003. június,
- Zvelebil, Kamil V. – The Sound of the One Hand – Journal of the American Oriental Society, 107. kötet, 1. szám, 1987, 125–126. o.

### A buddhizmus első újjászületése
- Pittman, Don Alvin – Toward a Modern Chinese Buddhism: Taixu's Reforms, 2001, University of Hawaii Press
- Daoru, Wei – Buddhism in China and Modern Society: An Introduction Centering Around the Teachings of Taixu and Yinshun
- Lancashire, Douglas – Buddhism in Modern China

### Kortárs kínai buddhizmus
- Chau, Adam Yuet – Religion in Contemporary China: Revitalization and Innovation, 2010, Taylor & Francis
- Miller, James – Chinese Religions in Contemporary Societies, 2006, ABC-CLIO
- Baumer, Christoph – China's Holy Mountain: An Illustrated Journey into the Heart of Buddhism, 2011, London, I.B.Tauris, ISBN 978-1-84885-700-1
- Master Sheng Yen (ford: Douglas Gildow és Otto Chang) – Orthodox Chinese Buddhism, 2007, North Atlantic Books
- Welch, Holmes. The practice of Chinese Buddhism. Cambridge, Mass.: Harvard University Press, 1967
- Welch, Holmes. The Buddhist revival in China. Cambridge, Mass.: Harvard University Press, 1968
- Welch, Holmes. Buddhism under Mao. Cambridge, Mass.: Harvard University Press, 1972

### Magyarul
- Kínai buddhista filozófia; vál., ford., jegyz. Tőkei Ferenc; MTA Orientalisztikai Munkaközösség–Balassi, Bp., 1993 (Történelem és kultúra)
- Hamar Imre: Kínai buddhizmus a középkorban. Cs'eng-Kuan élete és filozófiája; MTA Orientalisztikai Munkaközösség–Balassi, Bp., 1998 (Történelem és kultúra)
- Hamar Imre: A kínai buddhizmus története. Egyetemi jegyzet; ELTE Kelet-ázsiai Tanszék, Bp., 2004
- Varsányi György: A csan buddhizmus története; A Tan Kapuja, Bp., 2019
- Pap Melinda: Buddhista filozófia a Tang-kori Kínában. Az élettelen tárgyak buddhatermészetének elmélete Zhanran A gyémántpenge című értekezésében; ELTE Konfuciusz Intézet, Bp., 2020 (Konfuciusz könyvtár)

### Külső hivatkozások
- A kínai buddhista szövetség hivatalos oldala (archivált)
- A kínai buddhizmus időrend szerint
- A kínai buddhizmusról: válogatott bibliográfia Archiválva 2016. március 4-i dátummal a Wayback Machine-ben
- Kínai buddhizmus
- A konfucianizmus hatása a csan buddhizmusra
- Buddhista tanulmányok hálója